# Cimeira de Haia de 2025
A Cimeira de Haia de 2025 (português europeu) ou Cúpula de Haia de 2025 (português brasileiro), também referida como 38ª Cimeira da NATO (português europeu) ou 38ª Reunião de Cúpula da OTAN (português brasileiro), foi uma reunião dos chefes de governo dos Estados-membros da Organização do Tratado do Atlântico Norte que foi realizada em Haia, o centro político dos Países Baixos, de 24 a 25 de junho de 2025. O evento foi a quinta reunião de cúpula da OTAN desde a retomada de encontros pessoais da organização após a pandemia de COVID-19 e o primeiro encontro multilateral da organização desde que Mark Rutte assumiu o cargo de Secretário-geral da organização.
Realizado no centro de convenções internacional World Forum no curso de dois dias no final de junho, o evento contou com a presença de mais de 9.000 visitantes, dentre os quais destacam-se Chefes de Estado e de Governo de vários países, executivos da indústria e especialistas.
Descrita como "transformadora" e "histórica", a Cimeira da Haia de 2025 reforçou a unidade e a adaptabilidade da OTAN em um mundo volátil. Estabeleceu um novo padrão para os gastos com defesa, fortaleceu a cooperação industrial e reafirmou o apoio à Ucrânia, ao mesmo tempo em que navegava por dinâmicas complexas com líderes importantes como Trump.
Os resultados da cimeira, consubstanciados na Declaração da Cúpula da Haia, posicionaram a OTAN para enfrentar ameaças emergentes, incluindo a agressão russa, ameaças cibernéticas e instabilidade no Oriente Médio e na África, ao mesmo tempo em que lançavam as bases para uma aliança mais forte e resiliente.

## Antecedentes

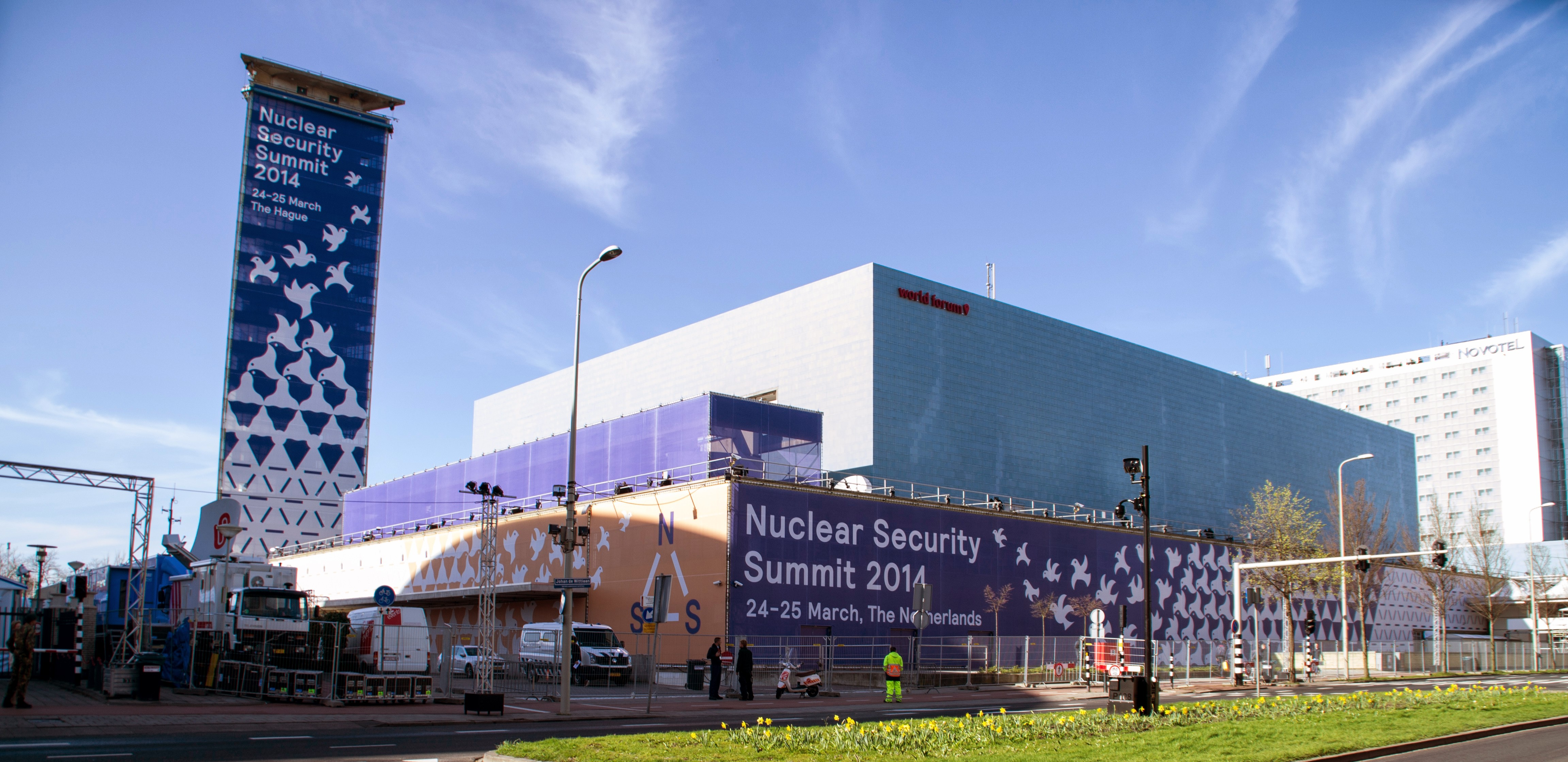
O World Forum em Haia, local onde foi realizado a cimeira da OTAN

A cimeira foi oficialmente proposta durante a anterior Cimeira de Vilnius de 2023 e a data e o local do evento, o World Forum em Haia, foram anunciados pelo secretário-geral da OTAN, Jens Stoltenberg, em maio de 2024. Isso marcou a primeira vez desde a fundação da OTAN, em 1949, que uma cimeira da OTAN ocorreu nos Países Baixos.
Nos meses que antecederam ao evento, os países-membros da OTAN debateram constantemente os rumos políticos da Europa diante das ameaças de cunho expansionista da Rússia e a possibilidade da continuidade da assistência militar continental à Ucrânia no contexto da guerra entre os dois países. Outros temas de forte impacto nos preparativos da cimeira são o cessar-fogo entre Israel e Hamas, o subsequente envolvimento do Irã no conflito e a guerra tarifária dos Estados Unidos.
Em preparação para a esta cimeira da OTAN, vários países já relataram o que acreditam que será discutido pelos delegados. De acordo com a Al Jazeera, o Reino Unido, a França, a Alemanha e os países nórdicos esperam formular um plano plurianual para gerenciar os cortes de financiamento no caso de os EUA saírem da OTAN. De acordo com esse plano, as nações europeias contribuiriam com mais fundos para a organização porque os EUA contribuem com 65% do orçamento de defesa da OTAN a partir de 2025. De acordo com um relatório da Al Jazeera, a OTAN proporá um plano para exigir que a Europa e o Canadá "aumentem seus estoques de armas e equipamentos em 30%". Isso será feito em meio à incerteza atual sobre o papel contínuo dos EUA na contribuição da OTAN.
Dentro das discussões para contribuições de defesa, a OTAN também foi considerada uma porcentagem alvo do PIB para alocação de despesas com a defesa. Em 2025, os Estados Unidos expressaram seu objetivo de fazer com que cada estado membro da OTAN contribua com pelo menos 5% de seu PIB para os orçamentos de defesa. Em 13 de fevereiro de 2025, a Polônia respondeu a esse pedido antes da cimeira de Haia, elevando seus gastos com defesa para 4,7% do PIB. Da mesma forma, a partir de 13 de junho do mesmo ano, o gabinete interino holandês decidiu aumentar o orçamento de defesa para 3,5% do produto interno bruto. Além disso, tencionam gastar 1,5% do PIB em materiais que beneficiem a defesa, com a qual os Países Baixos pretendem cumprir o requisito de 5%. Em seu primeiro discurso como novo secretário-geral da OTAN, Mark Rutte afirmou que a organização deveria "mudar para uma mentalidade de guerra e turbinar nossa produção de defesa e gastos com  defesa".
A cimeira da OTAN também discutiu o aumento das contribuições fiscais anuais dos membros para gastos com defesa. Antes da cimeira, três ministros da Defesa do Báltico discutiram a necessidade de aumentar as contribuições para a OTAN. Durante essas discussões, o ministro da Defesa da Estônia, Hanno Pevkur, declarou: "Os países bálticos já aumentaram seus gastos e agora nós [OTAN] devemos trabalhar juntos para tornar esse entendimento mais claro entre todos os aliados".

## Cimeira

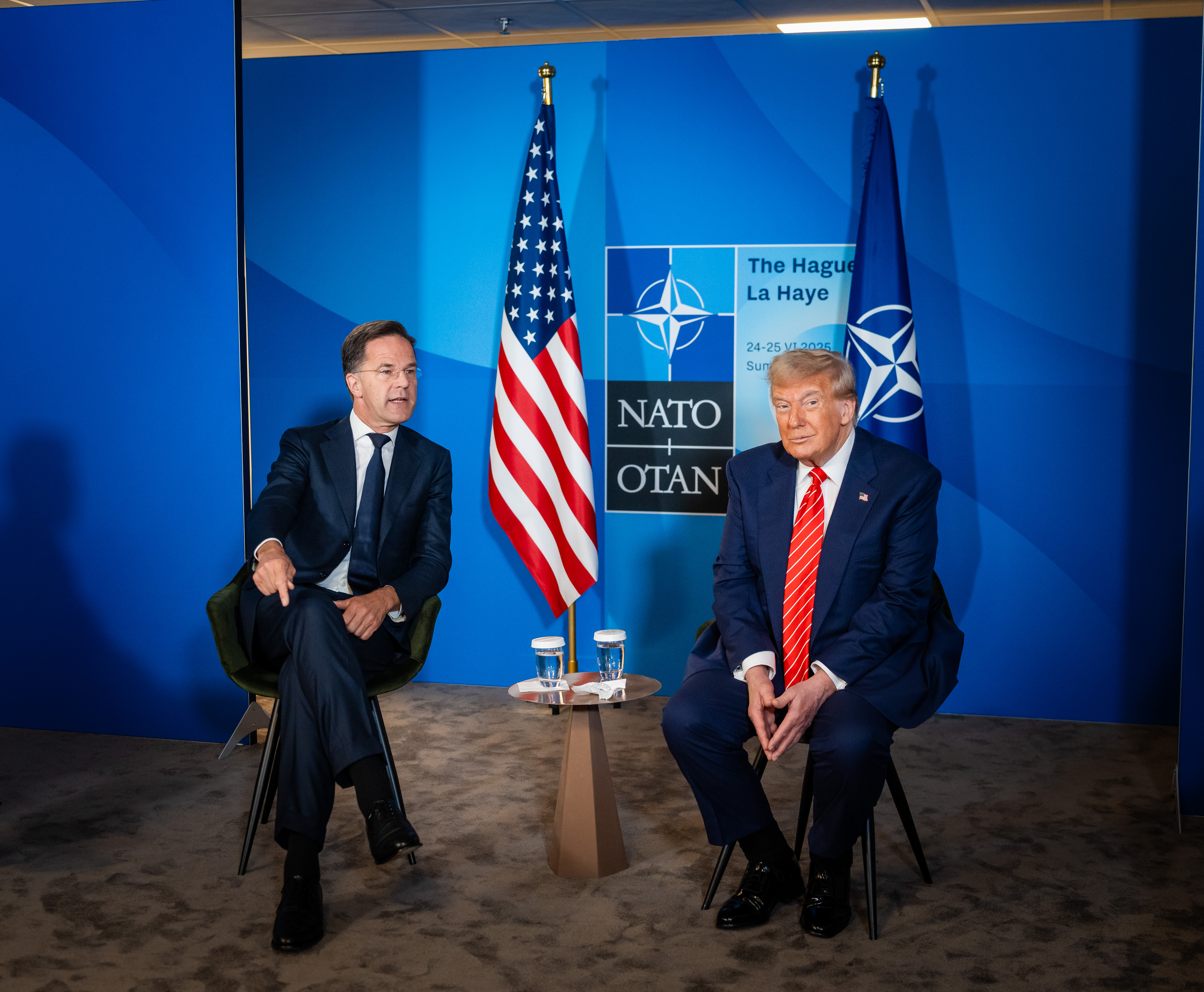
Encontro do secretário-geral da OTAN, Mark Rutte com o presidente dos EUA Donald Trump na cimeira da OTAN em Haia

A cimeira foi deliberadamente concisa, durando apenas dois dias, com uma única sessão formal de duas horas e meia em 25 de junho, projetada para manter o foco e evitar interrupções, especialmente dadas as preocupações com a posição imprevisível do presidente dos EUA, Donald Trump, em relação à OTAN. A presença de Trump atraiu atenção significativa, com o Secretário-Geral Mark Rutte engajando-se em diplomacia pessoal para garantir seu apoio ao aumento dos gastos com defesa. A abordagem de Rutte, descrita como pragmática e consensual, foi elogiada por alguns, como o ex-ministro das Relações Exteriores dos Países Baixos Ben Bot, por manter o compromisso de Trump com a Aliança, embora outros a tenham criticado por ser excessivamente deferente.
Guilherme Alexandre, Rei dos Países Baixos, revisou a preparação do local da cimeira durante sua visita lá em 23 de junho. Durante a cimeira, ficou claro que a família real dos Países Baixos desempenhou um papel crucial na diplomacia pessoal em relação a Donald Trump para garantir que o presidente dos EUA não ficasse ainda mais descontente com a aliança.
A Declaração da Cimeira de Haia, emitida pelos Chefes de Estado e de Governo em 25 de junho, reafirmou o "compromisso férreo" da OTAN com a defesa coletiva, nos termos do Artigo 5º do Tratado de Washington, enfatizando a unidade na proteção do bilhão de cidadãos da Aliança. Os líderes também destacaram a necessidade de aumentar a produção industrial de defesa para aprimorar as capacidades de dissuasão e defesa da OTAN. A cimeira apresentou o Plano de Ação de Produção de Defesa Atualizado, a Estratégia Espacial Comercial e o Plano de Ação de Adoção Rápida para fortalecer a base industrial e a inovação tecnológica da Aliança.
A cimeira concentrou-se no fortalecimento da postura de dissuasão e defesa da OTAN, incluindo planos para um aumento de 30% nos estoques de armas e equipamentos para fortalecer as capacidades de defesa europeias, em parte como proteção contra uma potencial retirada dos EUA. Ênfase na modernização das forças para combater ameaças híbridas, ataques cibernéticos e instabilidade regional em áreas como o Oriente Médio e a África.
O apoio à Ucrânia foi outro tema central. Embora a cúpula tenha se distanciado das discussões explícitas sobre a adesão da Ucrânia à OTAN, os líderes reafirmaram seus "compromissos soberanos duradouros" de fornecer ajuda militar e financeira. Desde a invasão russa em 2022, os aliados da OTAN forneceram 99% da ajuda militar à Ucrânia, com mais de € 35 bilhões em assistência adicional comprometidos somente em 2025. Promessas notáveis incluíram a contribuição do Reino Unido com 350 mísseis avançados de defesa aérea, financiados por £ 70 milhões de ativos russos congelados.
A cimeira abordou a cooperação com parceiros não pertencentes à OTAN, incluindo a União Europeia e os países do Indo-Pacífico, para enfrentar desafios globais como terrorismo, ataques cibernéticos e desinformação. As discussões destacaram o papel da OTAN no combate à instabilidade em regiões como o Sahel e o Oriente Médio, com preocupações específicas sobre as atividades nucleares do Irã e suas implicações para a segurança global.
O presidente turco, Recep Tayyip Erdoğan, pediu um cessar-fogo na guerra de Gaza e saudou o cessar-fogo na guerra Irã-Israel "alcançado através dos esforços do presidente dos EUA, Trump". O secretário-geral da OTAN, Mark Rutte, expressou apoio aos ataques dos EUA às instalações nucleares iranianas.
A cimeira foi concluída exitosamente com foco em compromissos práticos, particularmente em recursos e mobilização industrial, para garantir a prontidão da OTAN para desafios futuros.

## Agenda

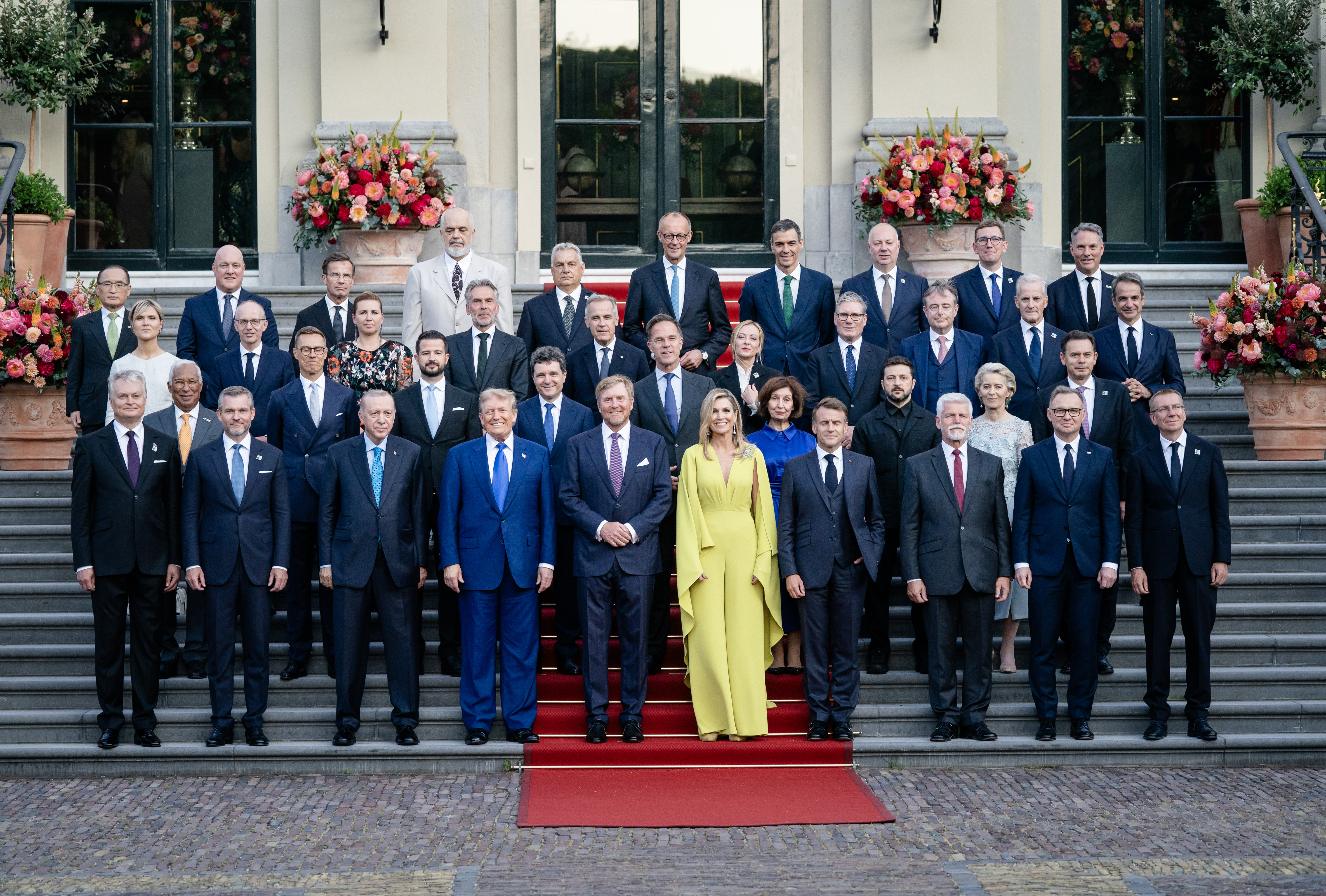
Foto de grupo durante o jantar no palácio Huis ten Bosch

A principal agenda da cìmeira centrou-se no aumento dos gastos com defesa e no aprimoramento das capacidades de dissuasão e defesa da OTAN. Uma decisão histórica foi a adoção de um novo plano de investimento em defesa, estabelecendo que os aliados da OTAN destinarem a meta de 5% de seu PIB anualmente à defesa até 2035. Isso incluiu 3,5% para necessidades militares essenciais e 1,5% para investimentos mais amplos relacionados à defesa, como infraestrutura e ciberdefesa. Isso representou um aumento significativo em relação à meta anterior de 2% do PIB estabelecida em 2014, refletindo preocupações crescentes com a segurança, particularmente devido à agressão contínua da Rússia na Ucrânia e a outras ameaças globais, como terrorismo e guerra híbrida.
A agenda priorizou o apoio contínuo à Ucrânia em meio à agressão contínua da Rússia. Os Aliados comprometeram mais de €50 bilhões em assistência adicional à segurança para 2025, reforçando o papel da OTAN no fornecimento de 99% da ajuda militar ao país em guerra desde 2022. As discussões incluíram uma reunião do Conselho OTAN-Ucrânia para coordenar o apoio, embora a pauta tenha evitado compromissos explícitos sobre a adesão da Ucrânia à OTAN para manter a unidade da aliança, especialmente dada a ambivalência do presidente dos EUA, Donald Trump.
Um Fórum da Indústria de Defesa em 24 de junho reuniu líderes políticos, autoridades militares e executivos da indústria de países da OTAN e parceiros do Indo-Pacífico (por exemplo, Austrália, Japão, Coreia do Sul, Nova Zelândia). A pauta incluiu o avanço da cooperação em capacidades multinacionais para impulsionar a produção de defesa, agilizar as aquisições e aprimorar a interoperabilidade entre os aliados.
Um item fundamental da agenda era garantir o comprometimento dos EUA com a OTAN, especialmente sob o governo do presidente Trump, cujo ceticismo anterior em relação à aliança havia levantado preocupações. O Secretário-Geral da OTAN, Mark Rutte, priorizou o engajamento direto com Trump para garantir seu apoio à meta de 5% do PIB. A agenda foi simplificada — com duração de apenas duas horas e meia em 25 de junho — para se concentrar em decisões de alto impacto e minimizar potenciais interrupções.
De acordo com a Reuters, o texto preparado da declaração da cúpula acordada pelos governos da OTAN diz: "Reafirmamos nosso compromisso férreo com a defesa coletiva, conforme consagrado no Artigo 5 do 
Tratado de Washington".
A agenda centrou-se em várias prioridades críticas para a Aliança, com temas-chave a emergirem das discussões e declarações. Os principais pontos da agenda da Cimeira de NATO incluim:
1. Dissuasão e Defesa: Um tópico central foi o fortalecimento das capacidades coletivas de defesa da OTAN, incluindo a modernização e a prontidão para enfrentar ameaças em evolução.[46][47] Isso incluiu discussões sobre postura da força, dissuasão nuclear e desafios de segurança regional.
2. Metas de Gastos com Defesa: A cimeira abordou, notavelmente, o aumento dos gastos com defesa dos membros. Embora os relatórios iniciais sugerissem uma nova meta de 3,5% do PIB,[48] contexto posterior indica que uma meta de gastos mais ambiciosa de 5% foi priorizada.[49] Isso reflete a urgência redobrada em resposta às tensões geopolíticas.[50]
3. Produção e Inovação em Defesa: A OTAN divulgou diversos documentos estratégicos, incluindo um Plano de Ação de Produção de Defesa Atualizado, uma Estratégia Espacial Comercial e um Plano de Ação para Adoção Rápida.[51] Esses documentos visavam acelerar a capacidade industrial, o avanço tecnológico (por exemplo, nos domínios espacial e cibernético) e a interoperabilidade.
4. Prioridades da Aliança Pós-Cúpula: As análises pós-cúpula destacaram cinco áreas de foco principais, embora os detalhes específicos não sejam detalhados nos contextos fornecidos.[52] Essas prioridades pricipalmente se baseiam nos resultados da cimeira, como a implementação de promessas de gastos e medidas de dissuasão.
5. Comunicação estratégica: A declaração do Secretário-Geral e a Declaração da Cimeira de Haia enquadraram a mensagem pública da cimeira, enfatizando a unidade e a adaptação à dinâmica da segurança global.[53][46]

## Declaração final
A cimeira foi concluída com uma declaração final - oficialmente a «Declaração da Cimeira da Haia» - que inclui os seguintes pontos:
- Todos os Estados-membros concordam com o norma de 5% para despesas com a defesa, citando a Rússia e o terrorismo como ameaças de longo prazo à Aliança;[54][55]
- Os Estados-membros confirmam o “compromisso férreo” com o Artigo 5 - que um ataque a um é um ataque a todos;[49]
- A OTAN promete continuar apoiando a Ucrânia;[56]
- Os Estados-membros trabalharão para eliminar as barreiras comerciais de defesa;
- A próxima cimeira da OTAN será realizada na Turquia.[57]

O texto completo da Declaração da Cimeira de Haia segue abaixo:.
1. Nós, os Chefes de Estado e de Governo da Aliança do Atlântico Norte, reunimo-nos em Haia para reafirmar o nosso compromisso com a NATO, a Aliança mais forte da história, e com o vínculo transatlântico. Reafirmamos nosso firme compromisso com a defesa coletiva, conforme consagrado no Artigo 5 do Tratado de Washington – que um ataque a um é um ataque a todos. Permanecemos unidos e firmes em nossa determinação de proteger nossos um bilhão de cidadãos, defender a Aliança e salvaguardar nossa liberdade e democracia.
2. Unidos face a profundas ameaças e desafios à segurança, em particular a ameaça a longo prazo que a Rússia representa para a segurança euro-atlântica e a persistente ameaça do terrorismo, os Aliados comprometem-se a investir anualmente 5% do PIB nos requisitos essenciais de defesa, bem como nas despesas relacionadas com a defesa e a segurança até 2035, a fim de assegurar as nossas obrigações individuais e colectivas, em conformidade com o artigo 3.º do Tratado de Washington. Nossos investimentos garantirão que tenhamos as forças, capacidades, recursos, infraestrutura, prontidão de combate e resiliência necessários para dissuadir e defender de acordo com nossas três tarefas principais de dissuasão e defesa, prevenção e gerenciamento de crises e segurança cooperativa.
3. Os Aliados concordam que este compromisso de 5% incluirá duas categorias essenciais de investimento na defesa. Os Aliados afectarão pelo menos 3,5% do PIB anualmente, com base na definição acordada das despesas de defesa da OTAN até 2035, aos requisitos essenciais de defesa dos recursos e ao cumprimento dos objectivos de capacidade da OTAN. Os aliados concordam em apresentar planos anuais que mostrem um caminho credível e incremental para atingir esse objetivo. E os Aliados serão responsáveis por até 1,5% do PIB anualmente para, entre outras coisas, proteger nossa infraestrutura crítica, defender nossas redes, garantir nossa preparação civil e resiliência, desencadear [[inovação[[ e fortalecer nossa base industrial de defesa. A trajetória e o equilíbrio dos gastos sob este plano serão revisados em 2029, à luz do ambiente estratégico e das Metas de Capacidade atualizadas. Os Aliados reafirmam os seus compromissos soberanos duradouros de prestar apoio à Ucrânia, cuja segurança contribui para a nossa, e, para o efeito, incluirão contribuições diretas para a defesa da Ucrânia e a sua indústria de defesa no cálculo das despesas de defesa dos Aliados.
4. Reafirmamos nosso compromisso compartilhado de expandir rapidamente a cooperação industrial de defesa transatlântica e aproveitar a tecnologia emergente e o espírito de inovação para promover nossa segurança coletiva. Trabalharemos para eliminar as barreiras comerciais de defesa entre os Aliados e alavancaremos as nossas parcerias para promover a cooperação industrial no domínio da defesa.
5. Expressamos nosso apreço pela generosa hospitalidade que nos foi oferecida pelo Reino dos Países Baixos. Aguardamos com expectativa nossa próxima reunião na Turquia	em 2026, seguida de uma reunião na Albânia.

## Medidas de segurança
O evento foi um enorme empreendimento logístico, descrito como a maior operação de segurança da história dos Países Baixos. Aproximadamente 9.000 participantes, incluindo 45 chefes de Estado, 6.000 delegados e 2.000 jornalistas, compareceram a Haia.
O Ministério da Defesa dos Países Baixos lançou a operação 'Orange Shield' (em português: operação 'Escudo Laranja'), que consistiu em implantações em larga escala de policiais, militares e unidades especializadas. Parte da operação também consistiu em patrulhas marítimas aprimoradas perto das áreas costeiras para evitar ameaças marítimas. A vigilância aérea envolveu a implantação de aeronaves de combate (F35), helicópteros de combate e drones para monitoramento do espaço aéreo.
Haia implementou medidas robustas, incluindo vigilância por drones, bloqueios de estradas e policiamento intensificado para proteger os participantes em meio a protestos antecipados. Partes de Haia, particularmente ao redor do World Forum (principal local da cimeira), foram fechadas com bloqueios de estradas e acesso restrito.
A Polícia Nacional dos Países Baixos anunciou planos de enviar 27.000 funcionários - quase metade de sua força de trabalho total - para o que seria a maior operação de segurança de sua história. Os recursos foram concentrados em Haia, no Aeroporto de Amsterdã Schiphol e na rota de conexão.

## Impacto público e regional
A avenida Johan de Wittlaan, ao longo do qual o World Forum está localizado, ficou fechada por quatro meses. Devido a problemas de capacidade, estruturas temporárias foram erguidas na rua, para as quais semáforos foram removidos. O World Forum foi expandido e os assentos e a iluminação do auditório principal foram substituídos.
O ministro das Relações Exteriores, Hanke Bruins Slot, estimou que o evento atrairia 8.500 participantes, dos quais 6.000 membros da delegação, e custaria €95 milhões. A maior parte desse valor seria coberta pelo governo nacional, com €1,25 milhão a ser pago pelo município de Haia.
A polícia desencorajou a organização de outros eventos nos Países Baixos durante o primeiro semestre de 2025, com a corrida de ciclismo Veenendaal-Veenendaal cancelada como resultado- no entanto, a Amstel Gold Race (a maior corrida neerlandesa de ciclismo de estrada) aconteceu após negociações entre a polícia e a Real União Neerlandesa de Ciclismo.  Outros eventos cancelados devido à cúpula incluem o desfile do Dia dos Veteranos.
A cimeira desencadeou protestos em Haia contra o aumento dos gastos militares e questões geopolíticas, incluindo as ações de Israel em Gaza e os ataques dos EUA a instalações nucleares iranianas. O Governo neerlandês promoveu o engajamento público por meio de iniciativas como o programa "Road to Summit", que incluiu eventos educacionais e uma exposição itinerante, "NATO and the Netherlands: A Journey", para destacar o papel da aliança na segurança global.

## Participantes

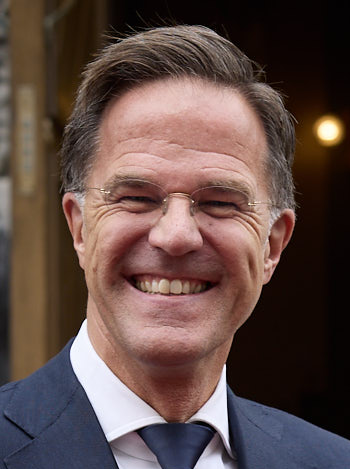
OTAN Secretário-geral Mark Rutte
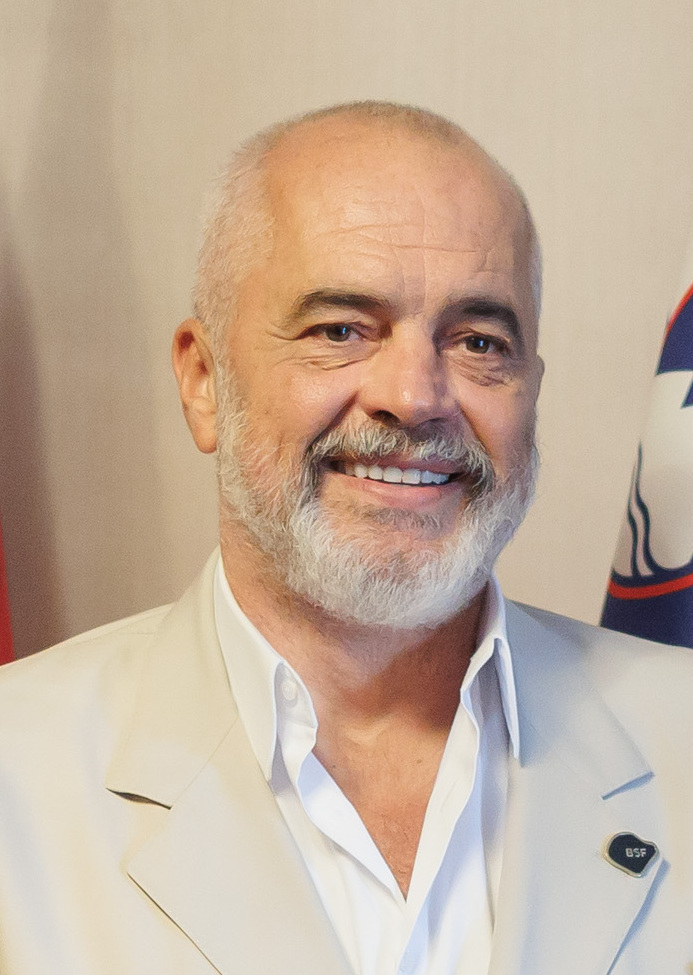
Albânia Primeiro-ministro Edi Rama
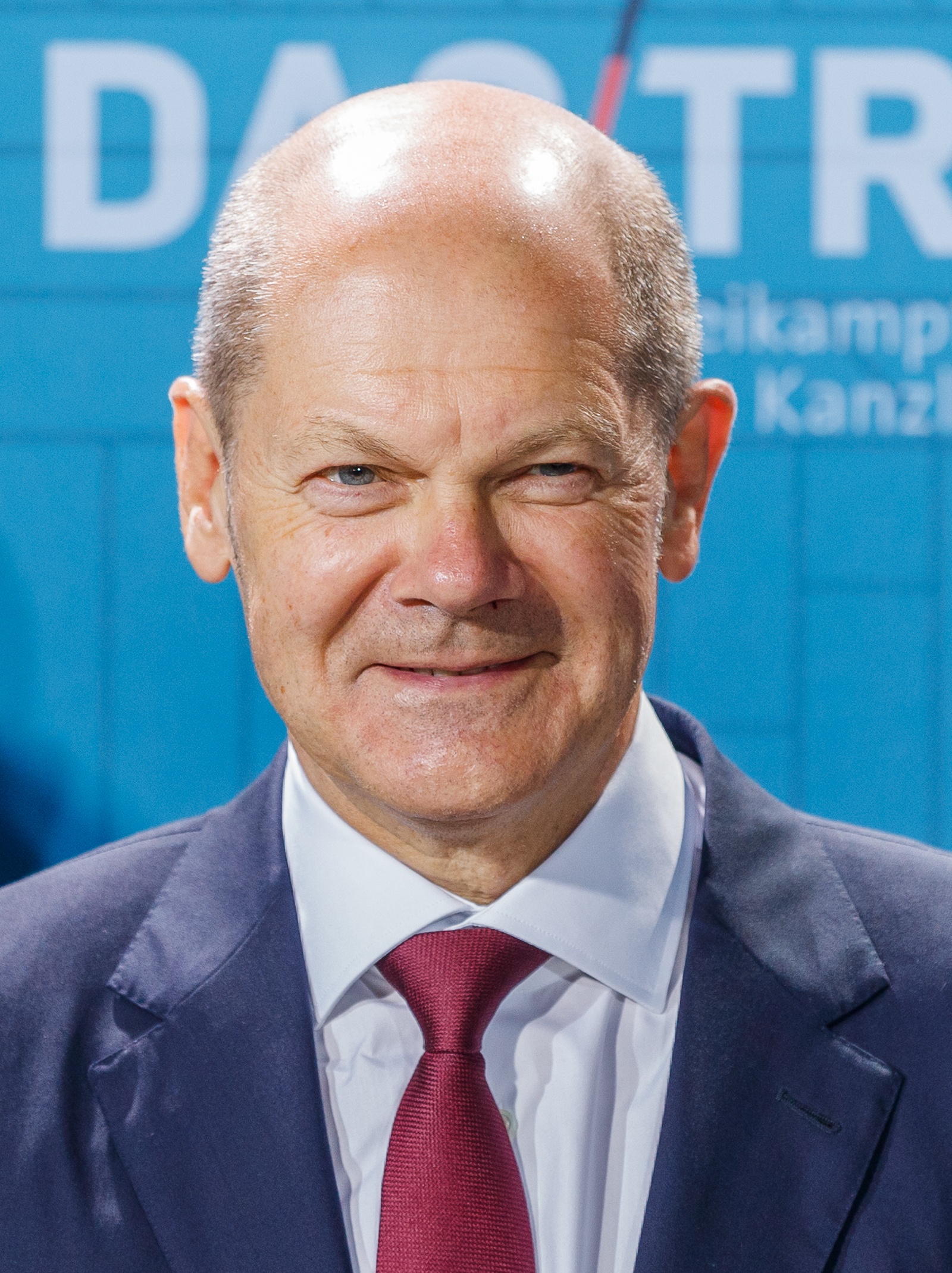
Alemanha Chanceler Olaf Scholz
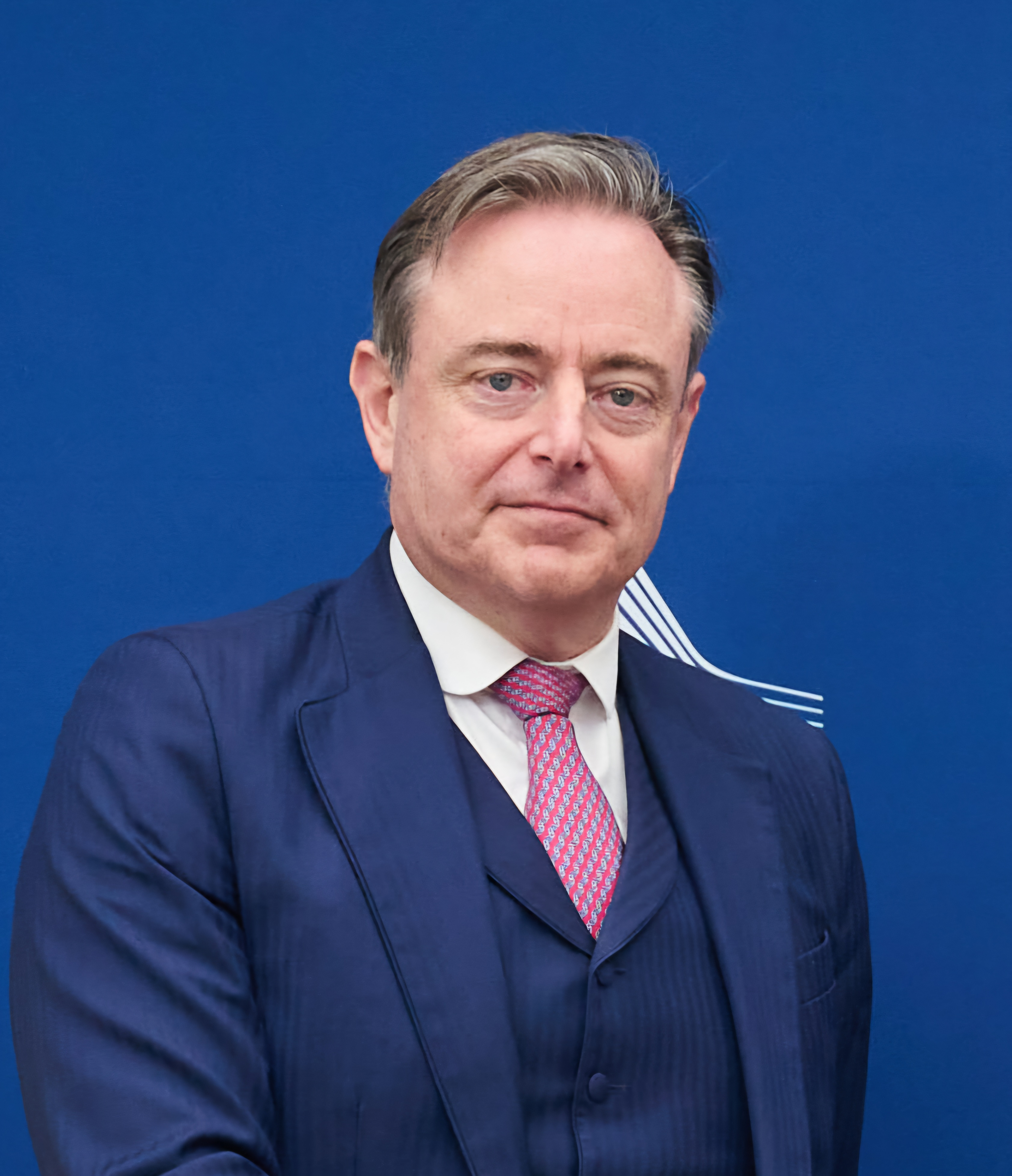
Bélgica Primeiro-ministro Bart De Wever
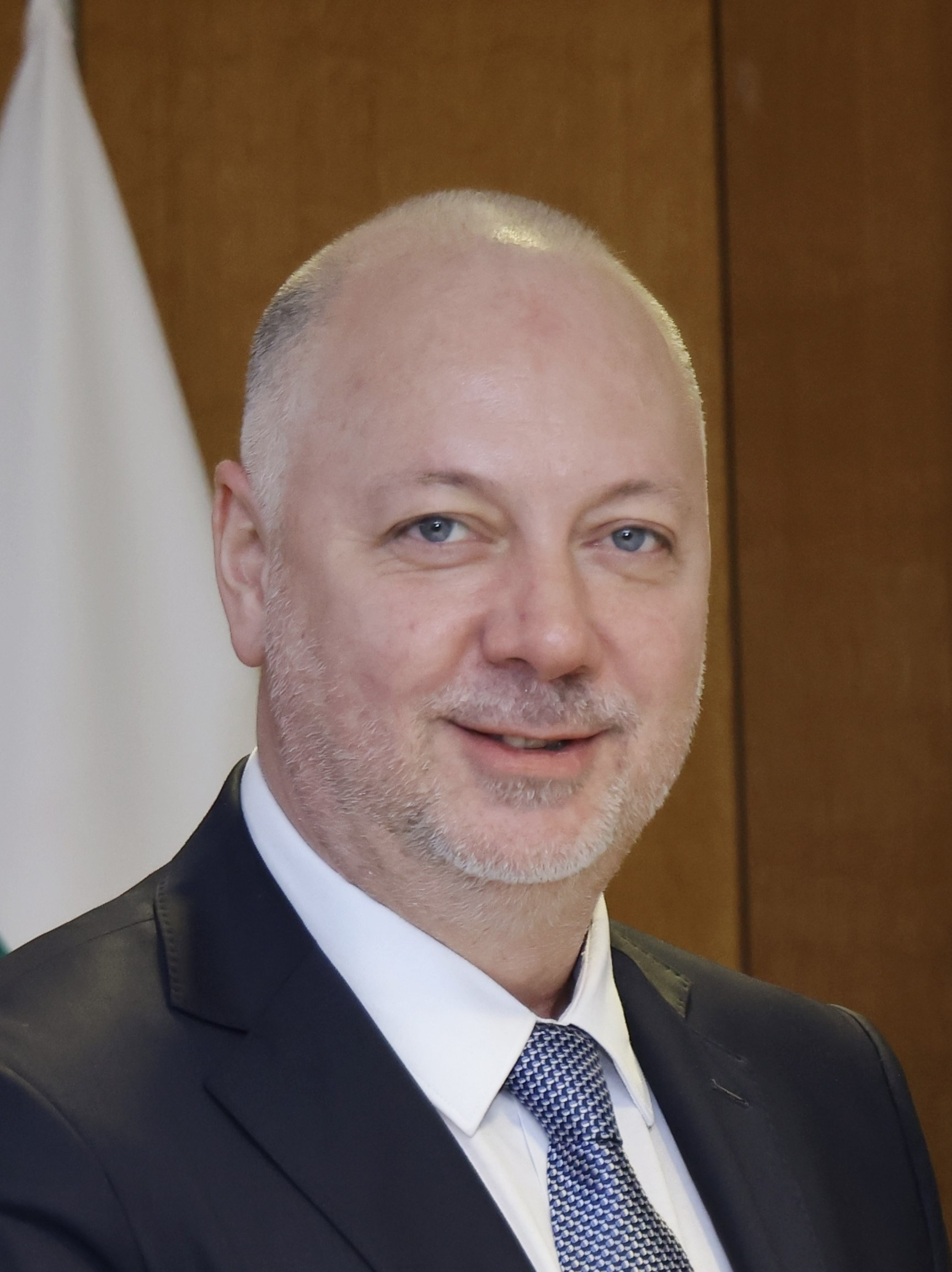
Bulgária Primeiro-ministro Rosen Zhelyazkov
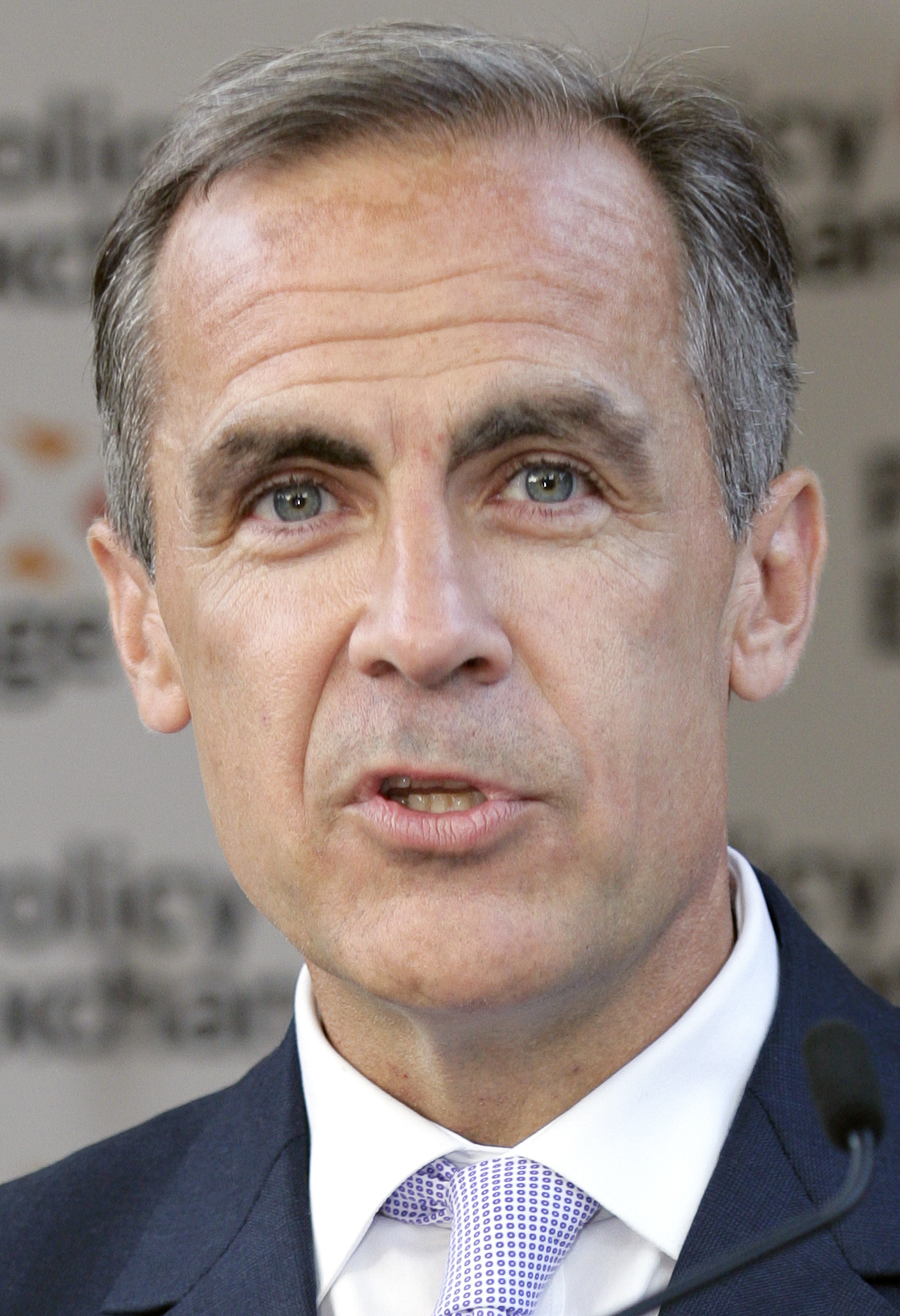
Canadá Primeiro-ministro Mark Carney
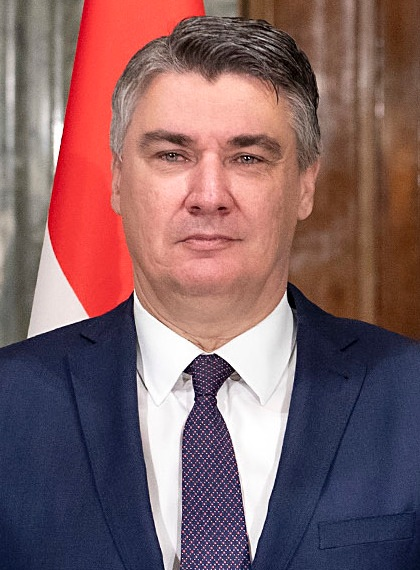
Croácia Presidente Zoran Milanović
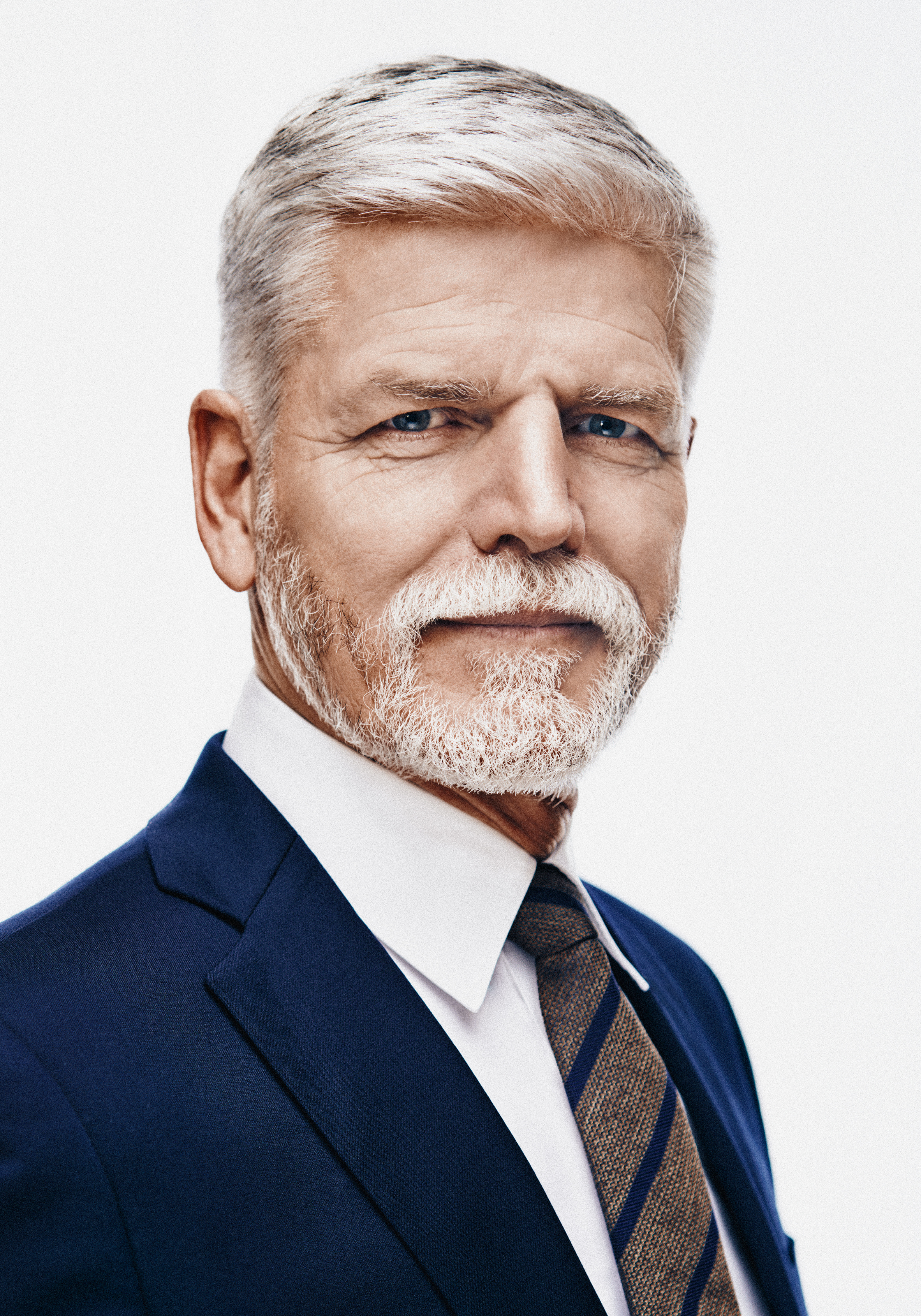
Chéquia Presidente Petr Pavel
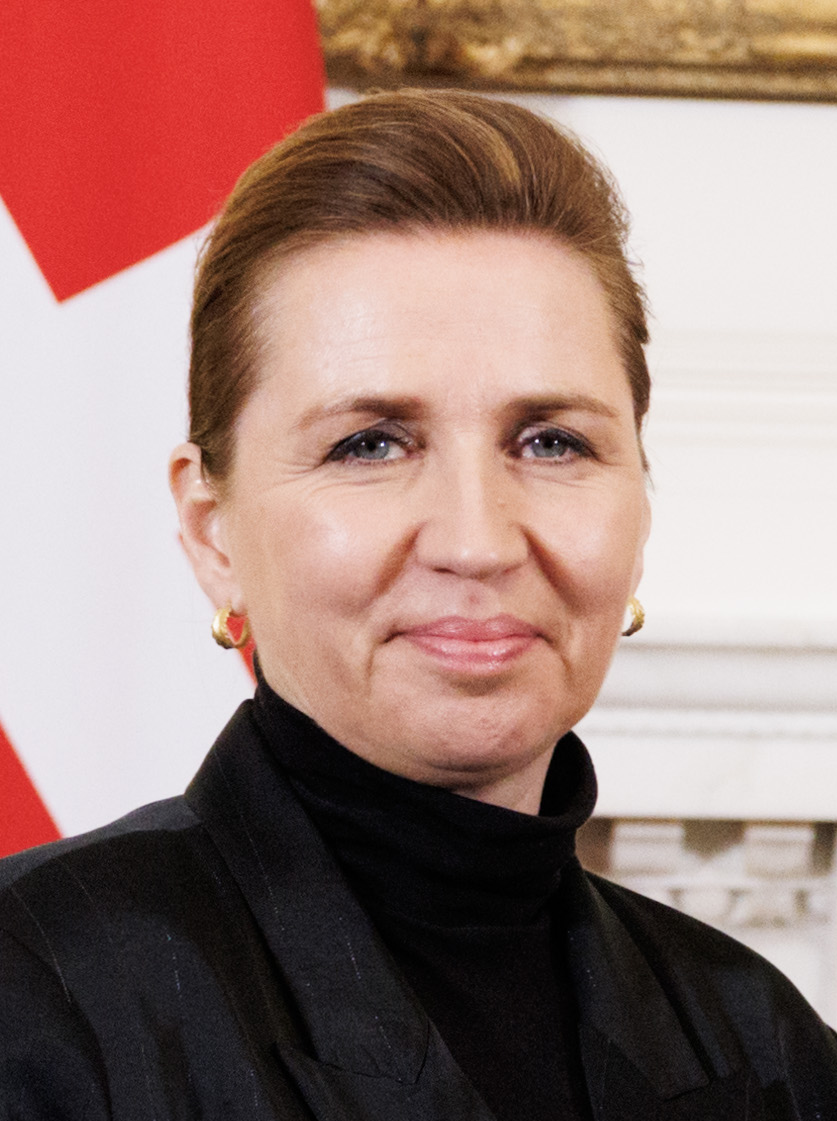
Dinamarca Primeira-ministra Mette Frederiksen
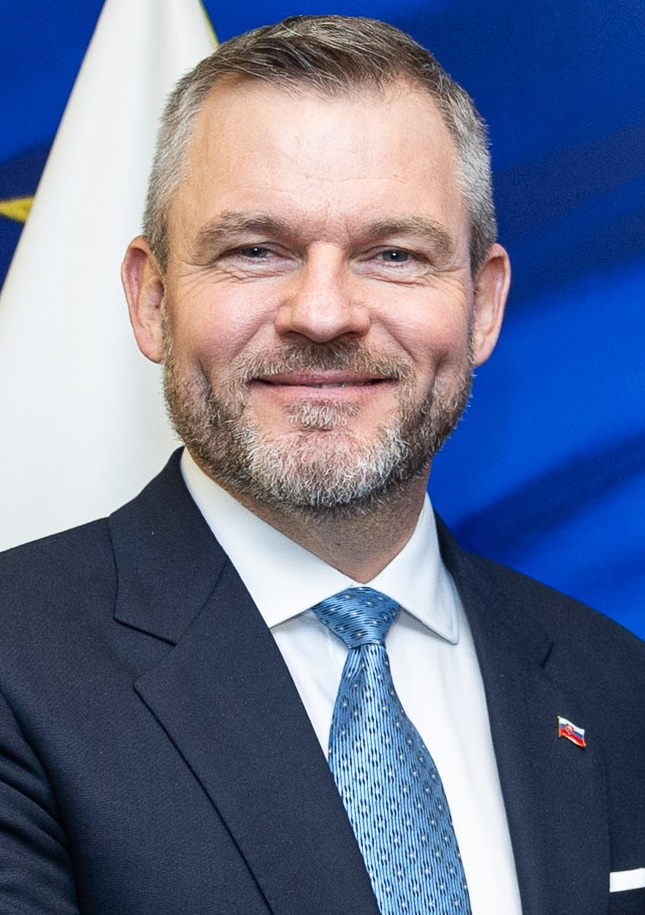
Eslováquia Presidente Peter Pellegrini
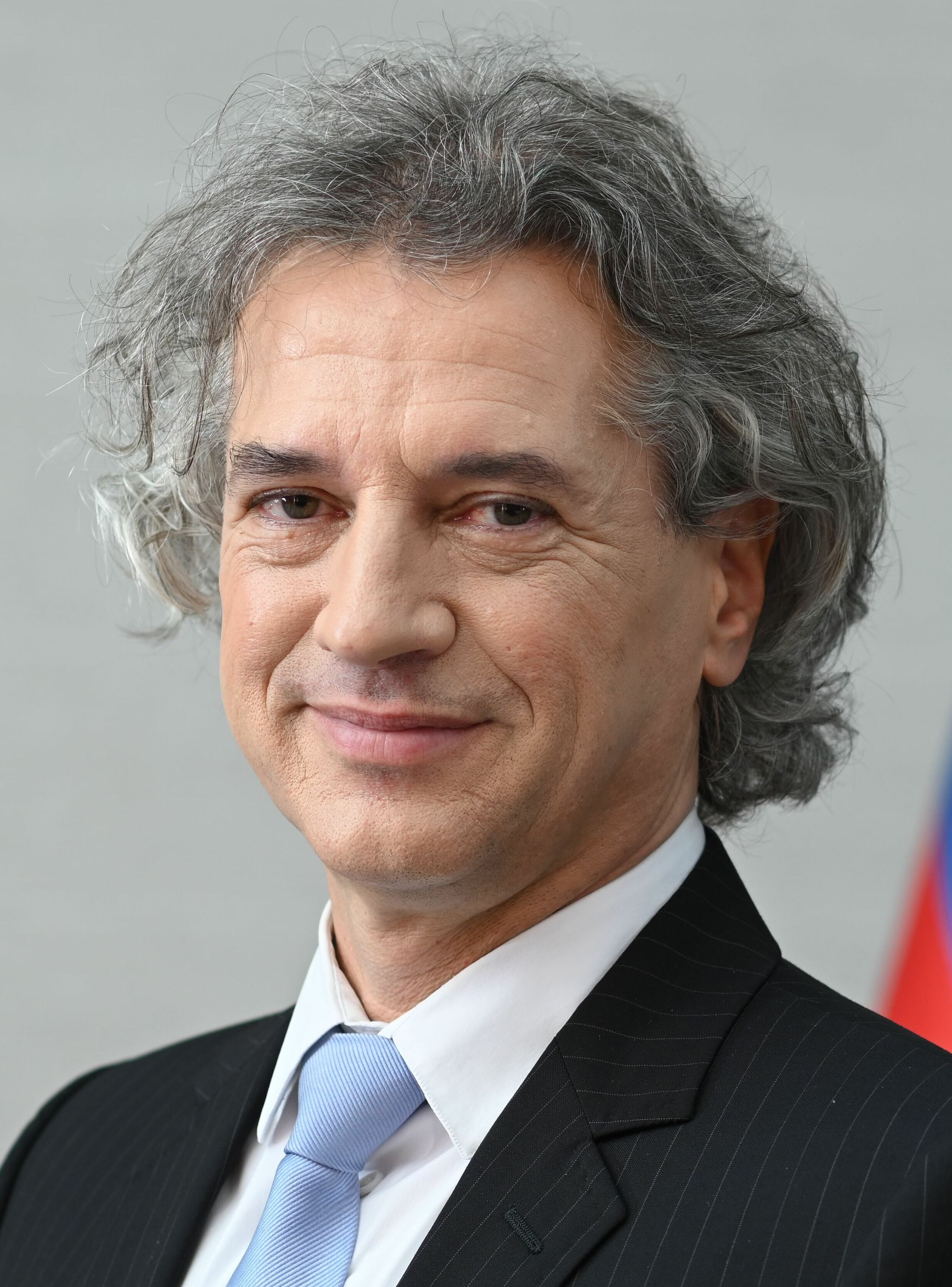
Eslovênia Primeiro-ministro Robert Golob
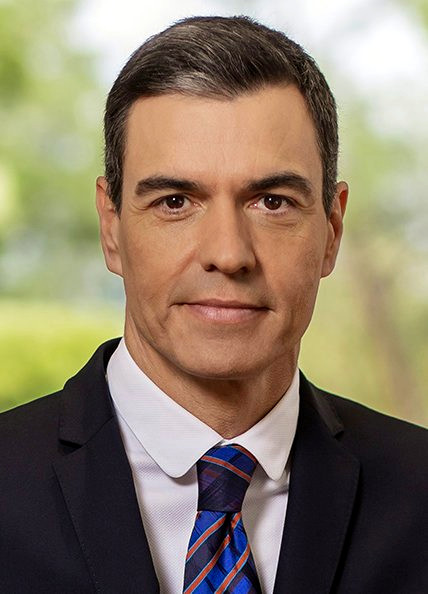
Espanha Presidente do Governo Pedro Sánchez
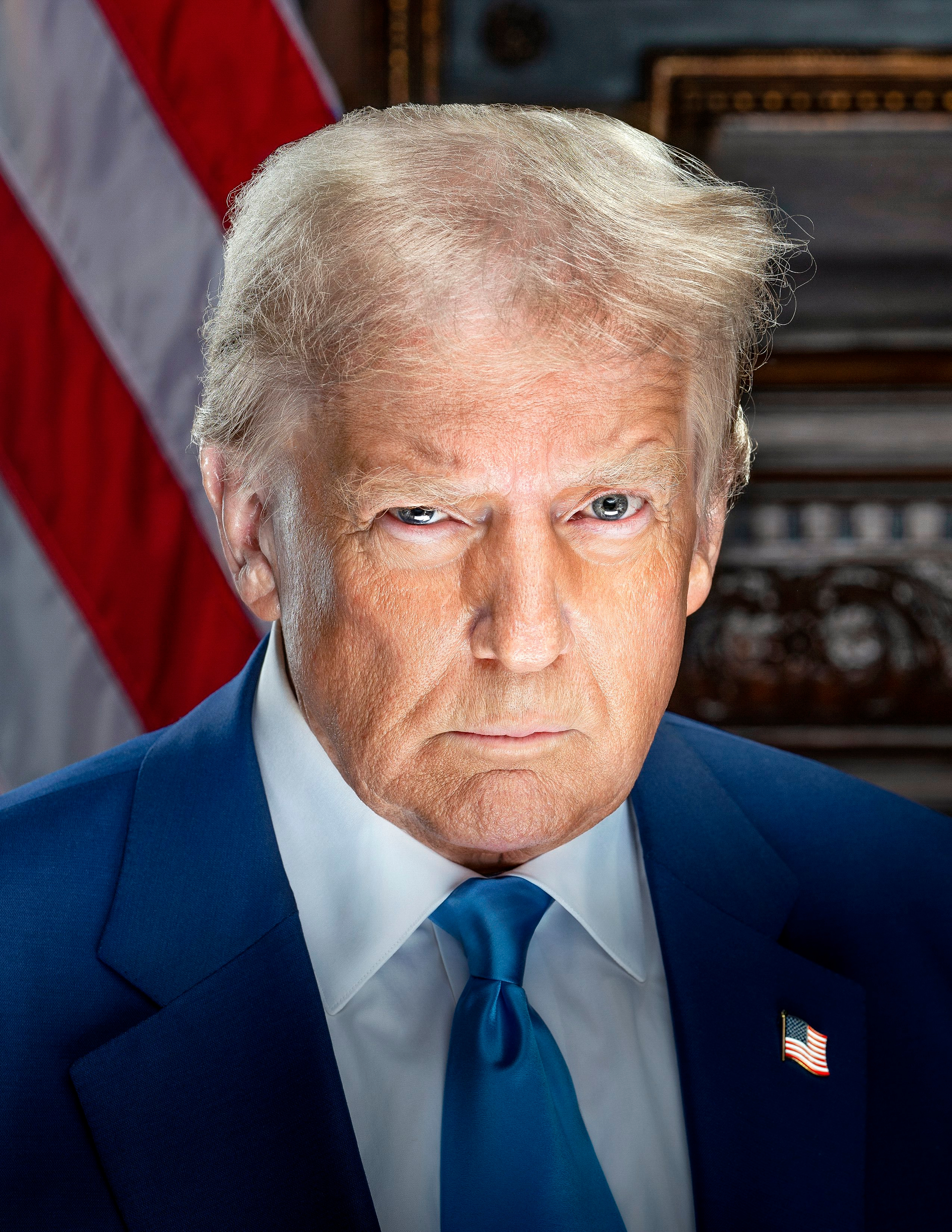
Estados Unidos Presidente Donald Trump
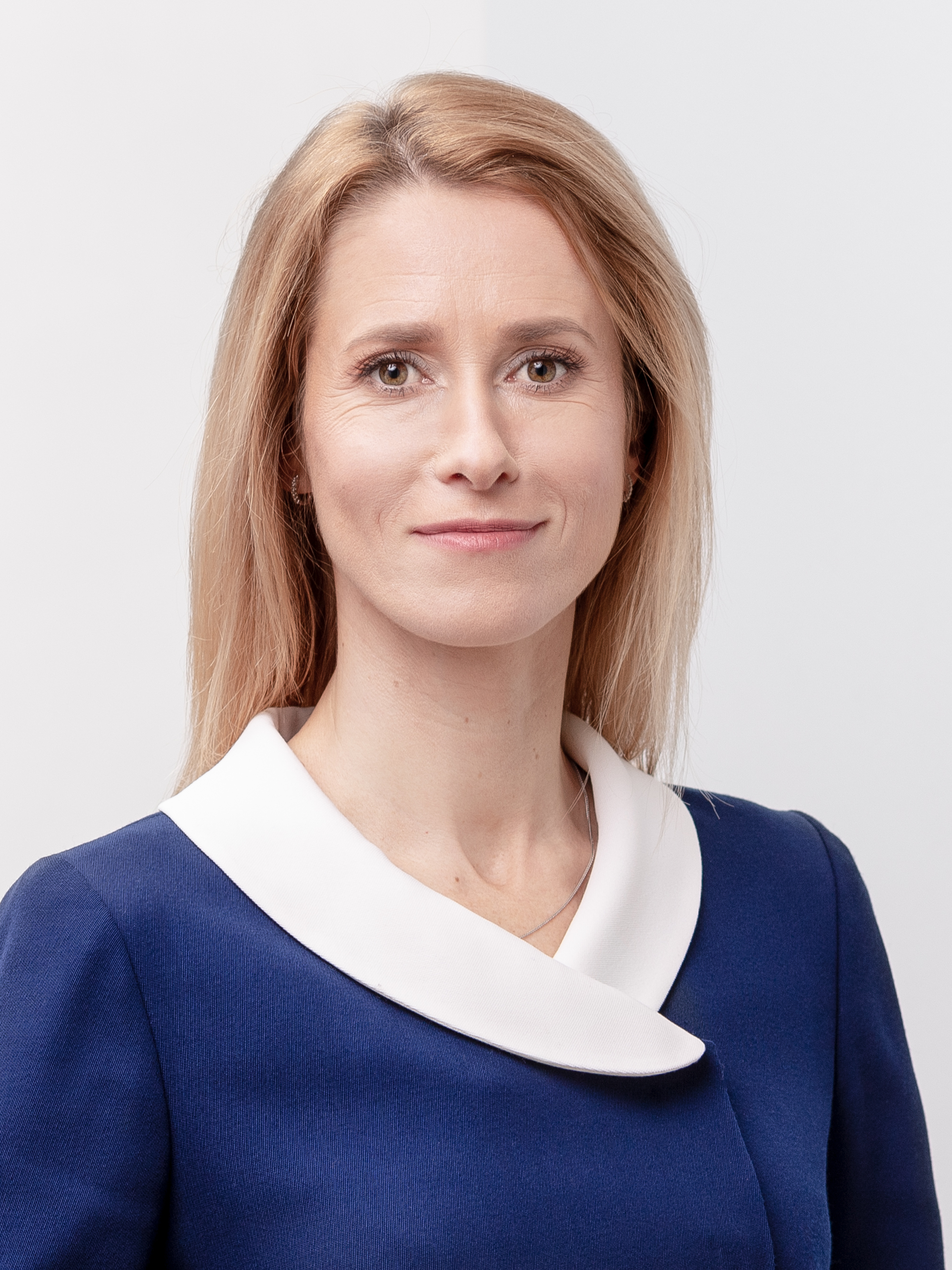
Estónia Primeira-ministra Kaja Kallas
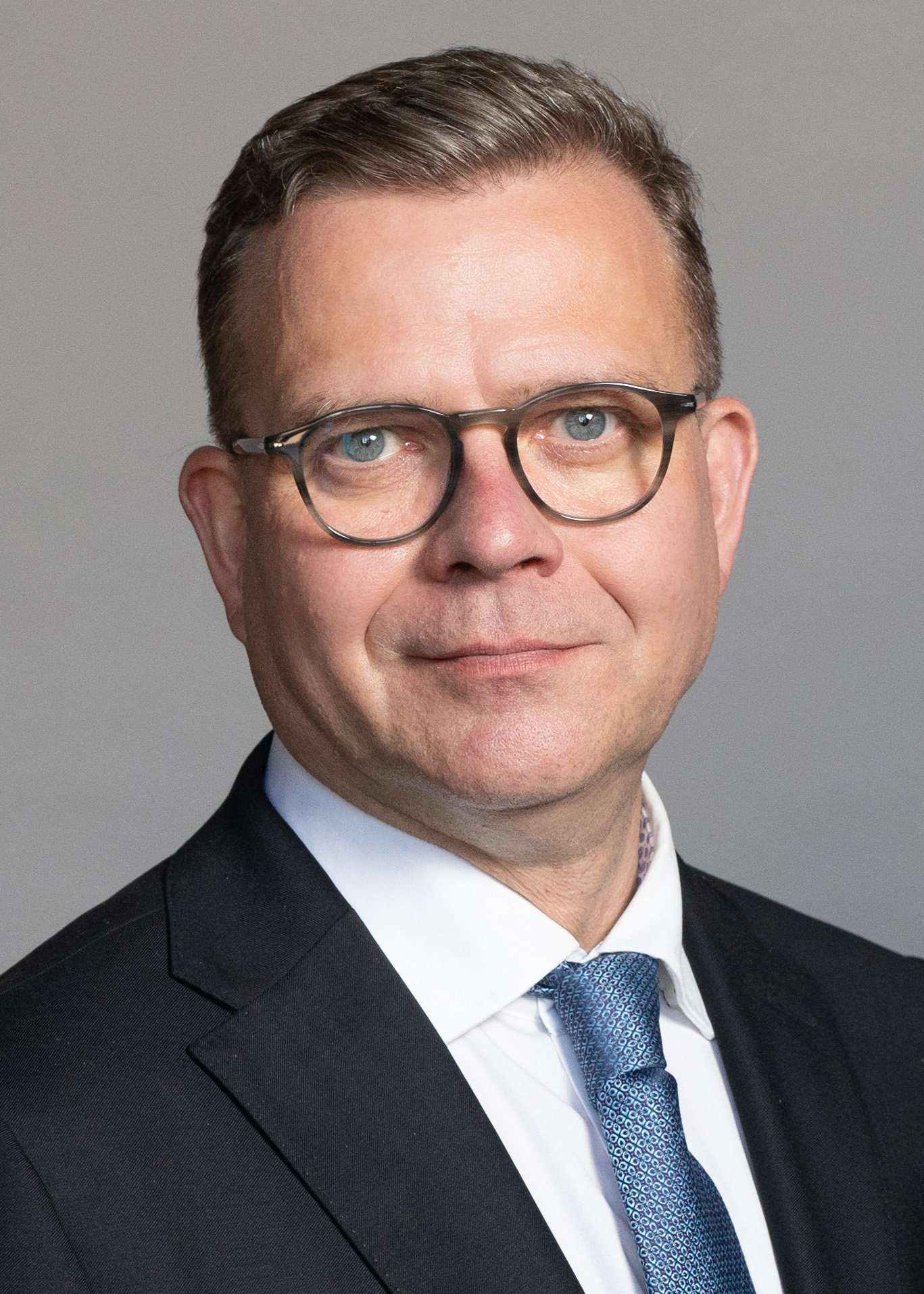
Finlândia Primeiro-ministro Petteri Orpo
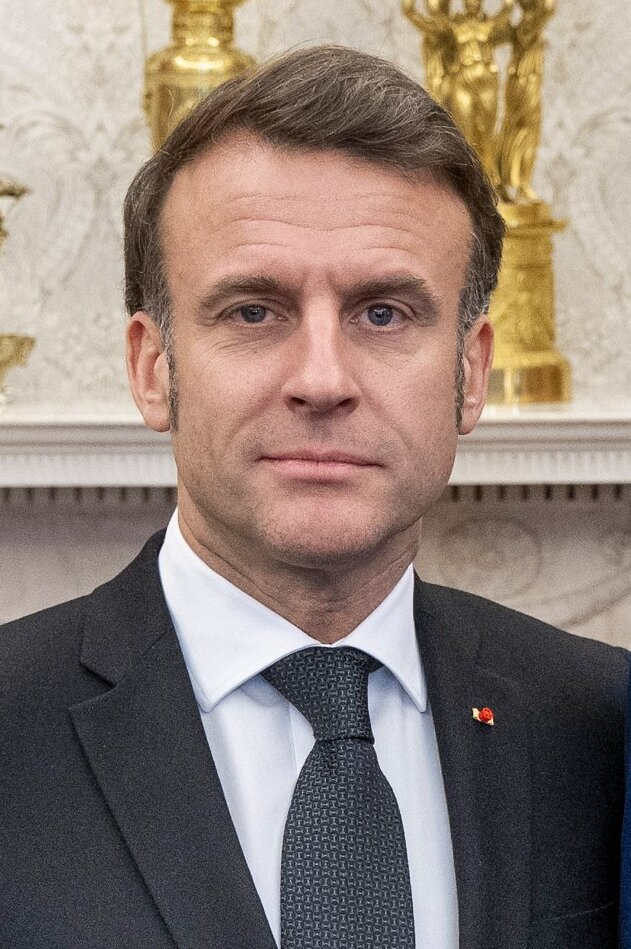
França Presidente Emmanuel Macron
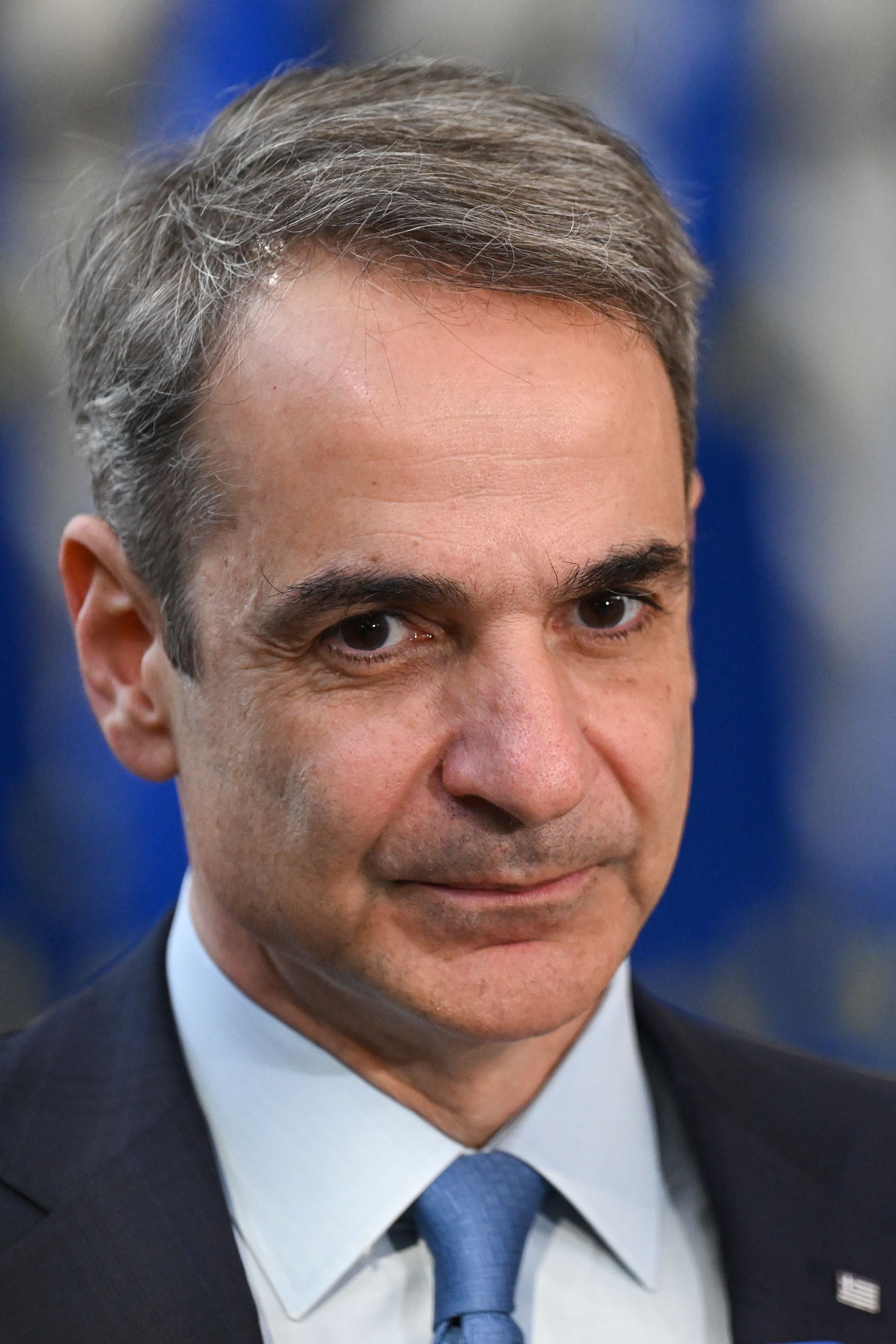
Grécia Primeiro-ministro Kyriákos Mitsotákis
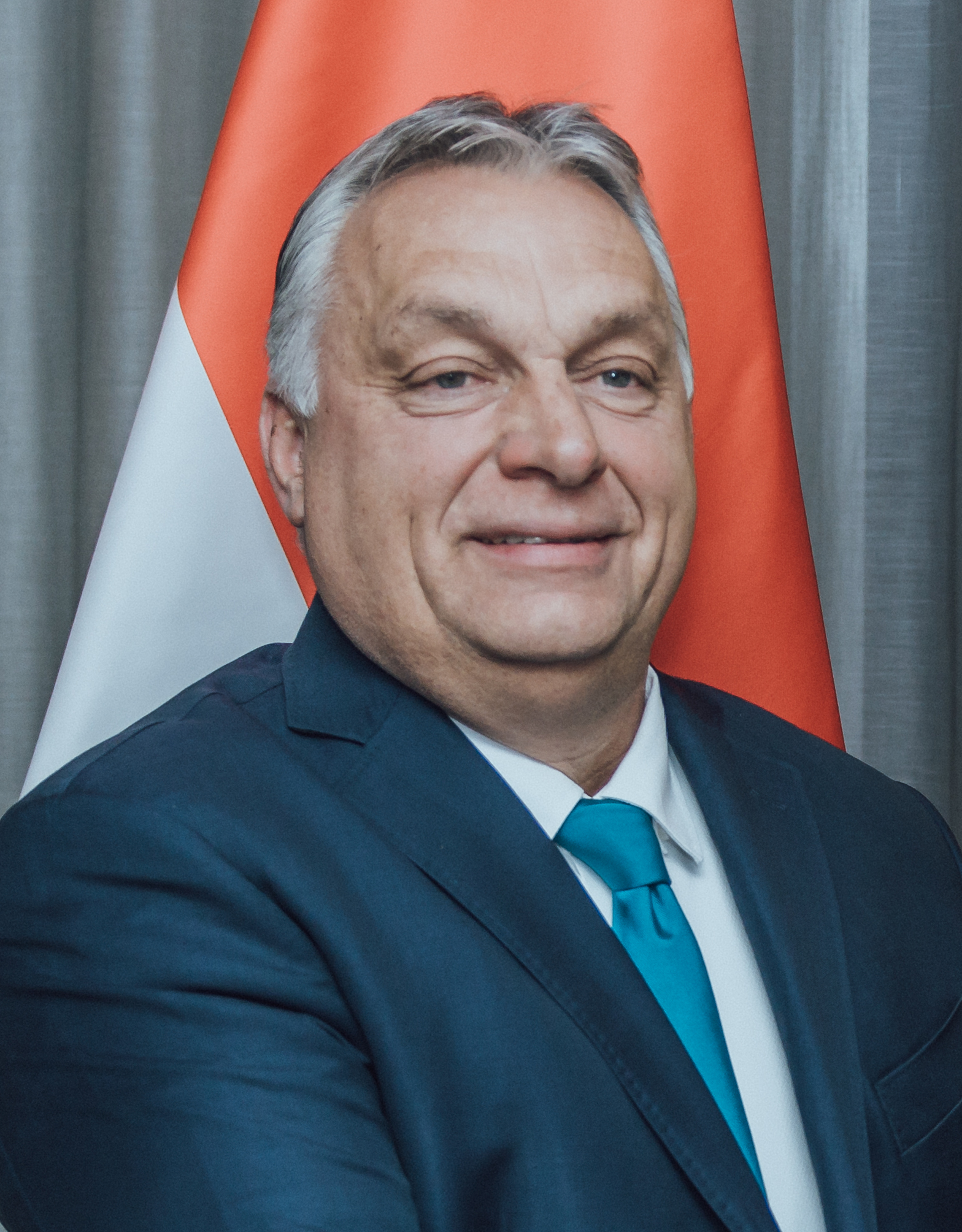
Hungria Primeiro-ministro Viktor Orbán
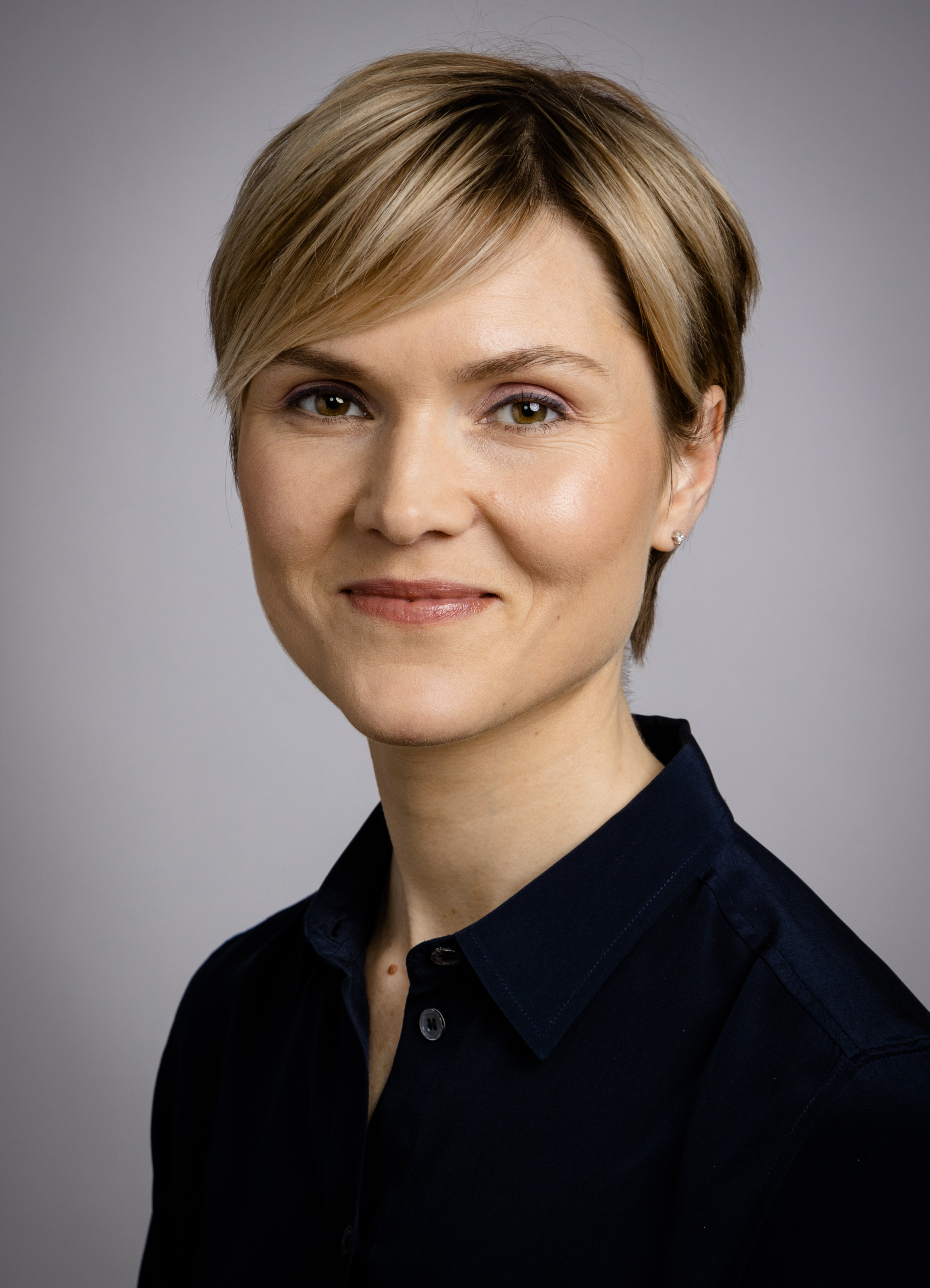
Islândia Primeira-ministra Kristrún Frostadóttir
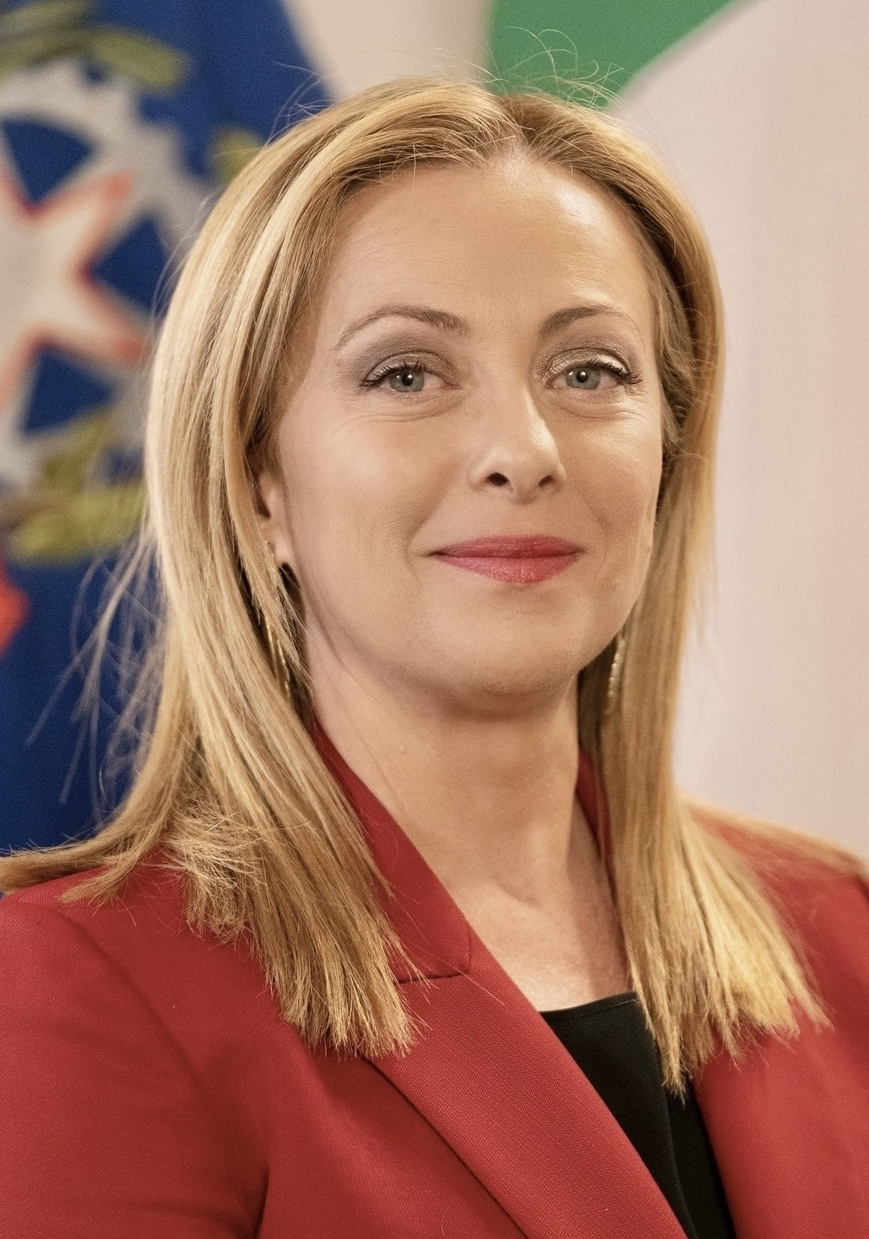
Itália Primeira-ministra Giorgia Meloni
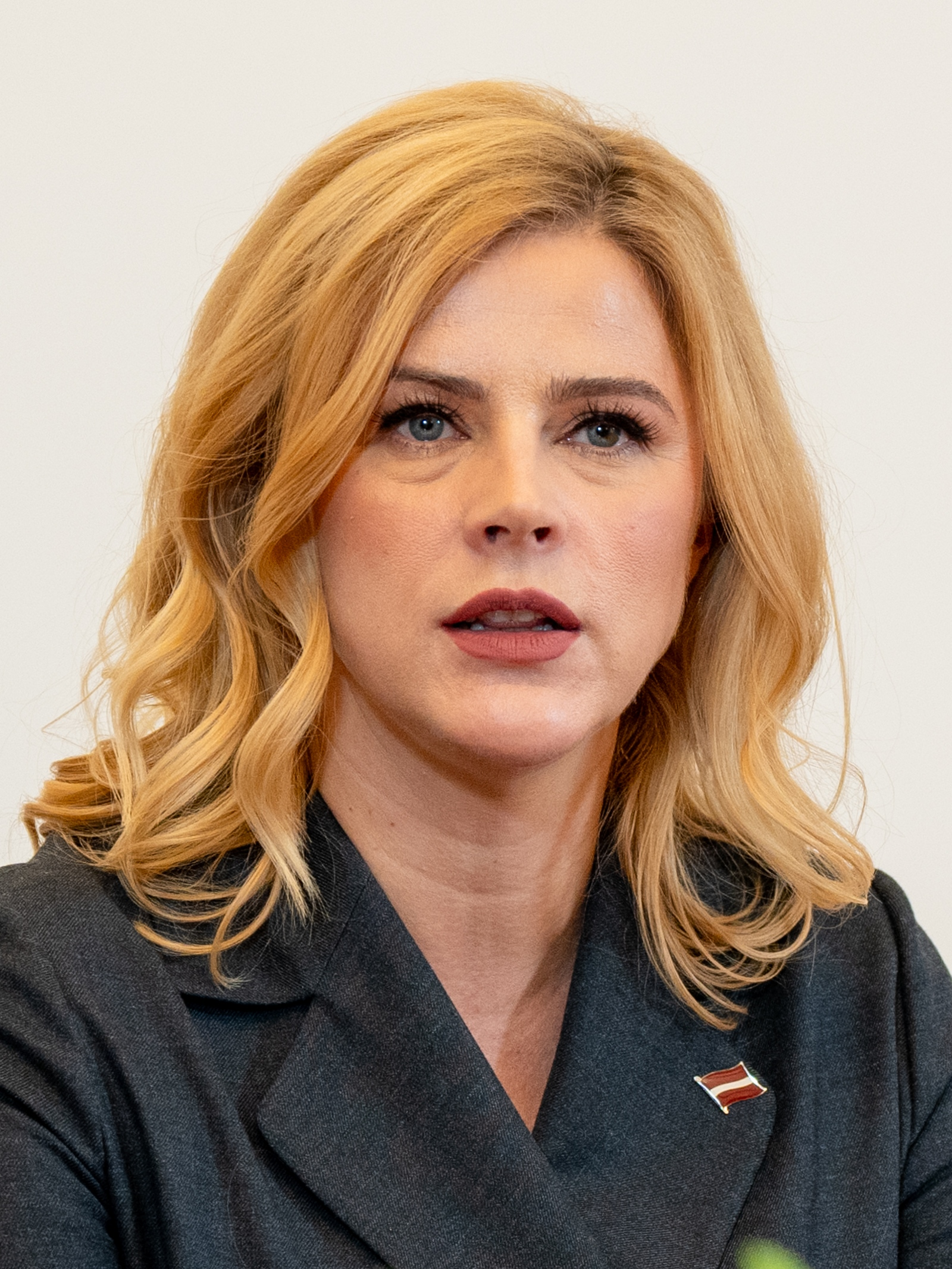
Letónia Primeira-ministra Evika Siliņa
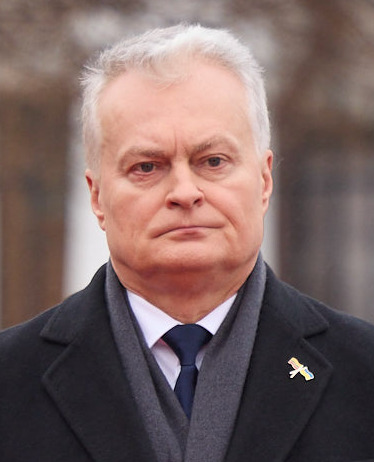
Lituânia Presidente Gitanas Nausėda
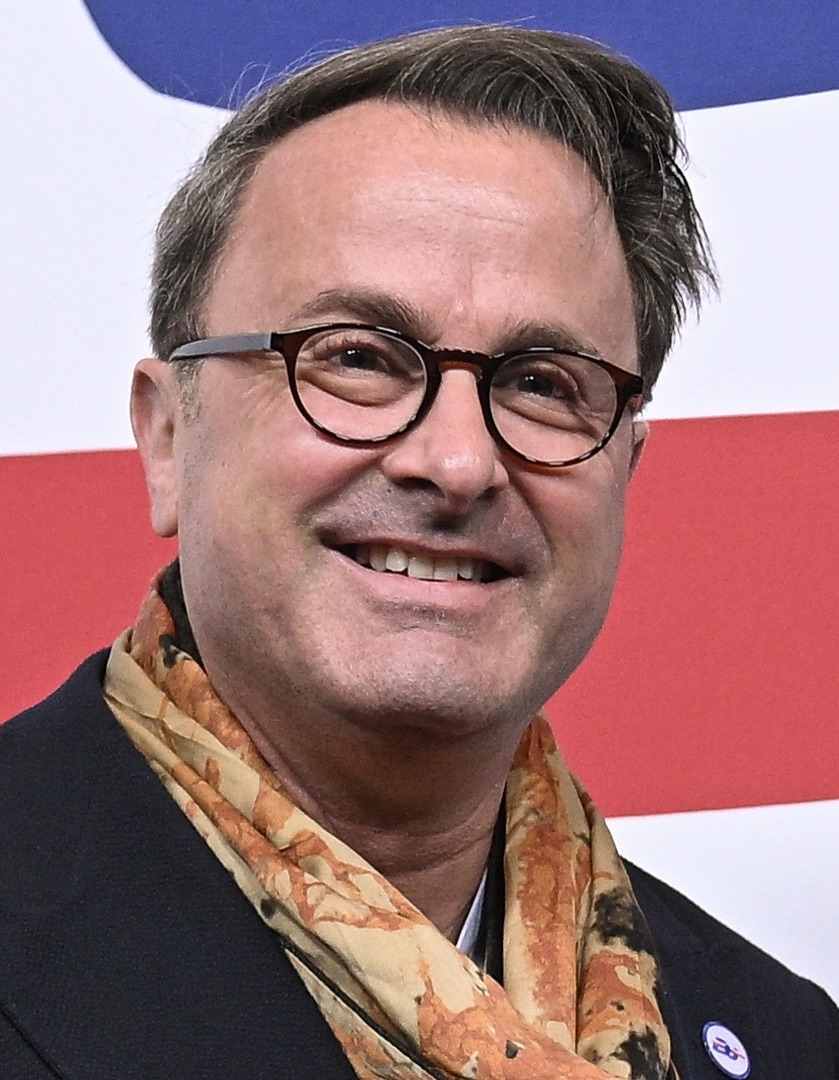
Luxemburgo Primeiro-ministro Xavier Bettel
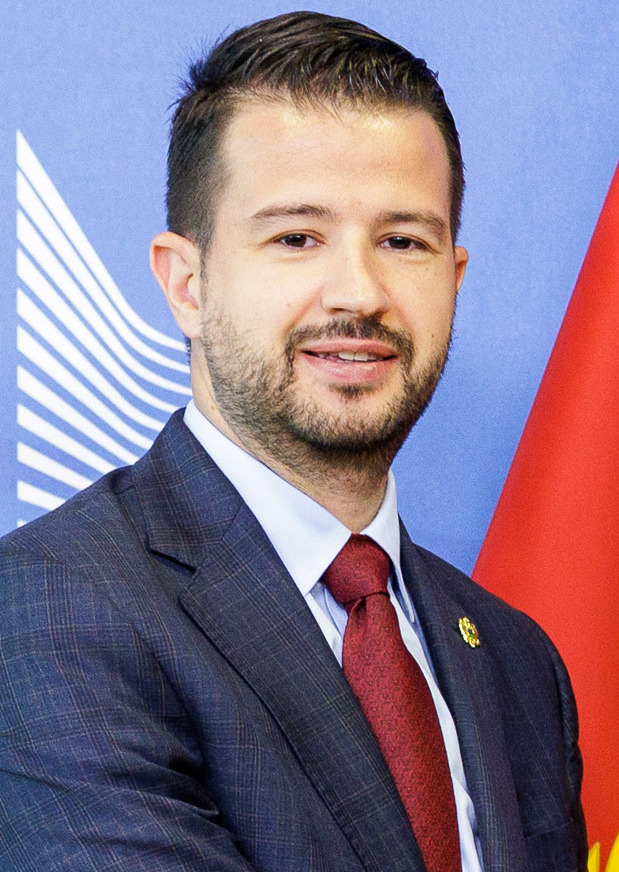
Montenegro Presidente Jakov Milatović
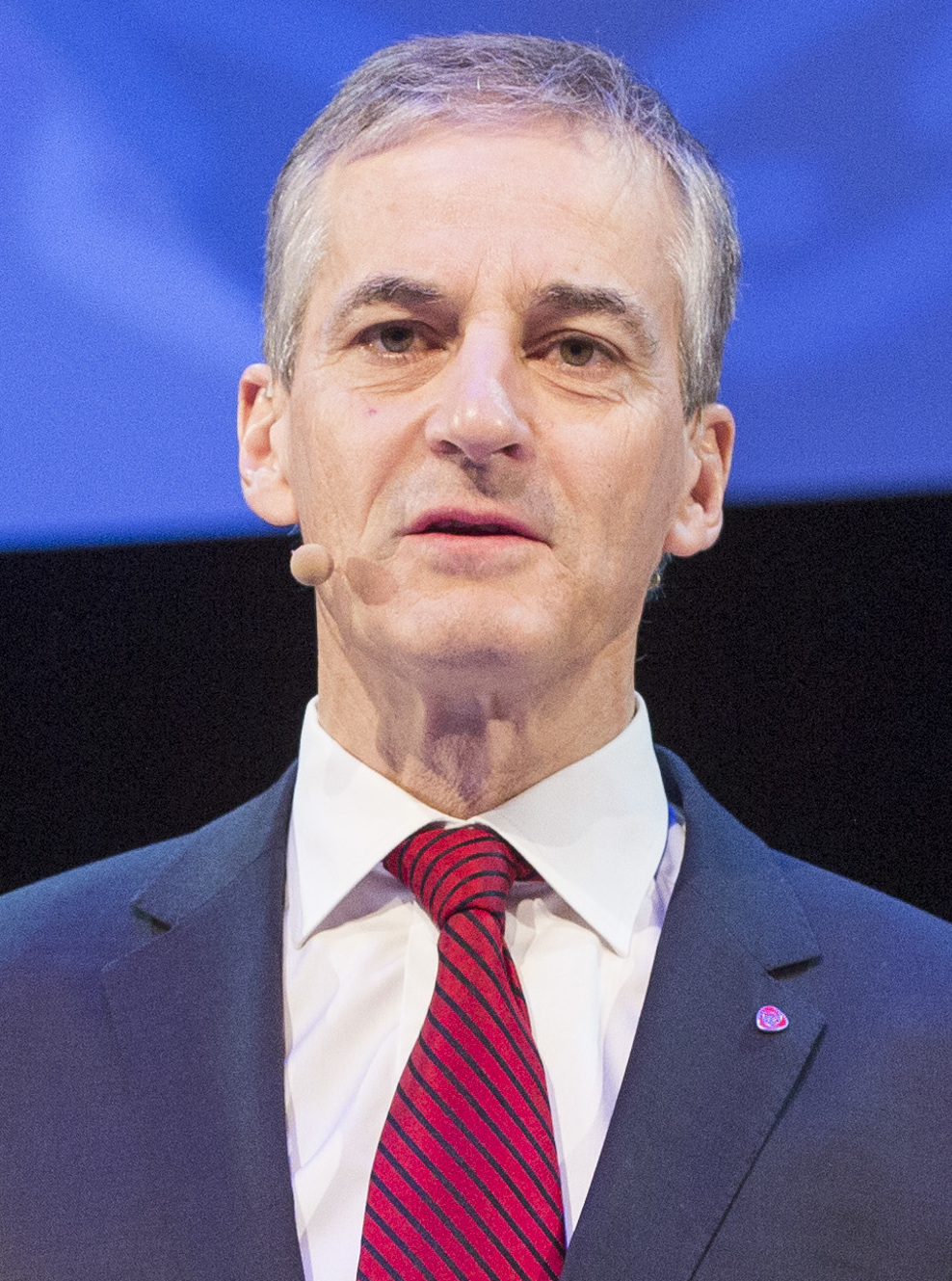
Noruega Primeiro-ministro Jonas Gahr Støre
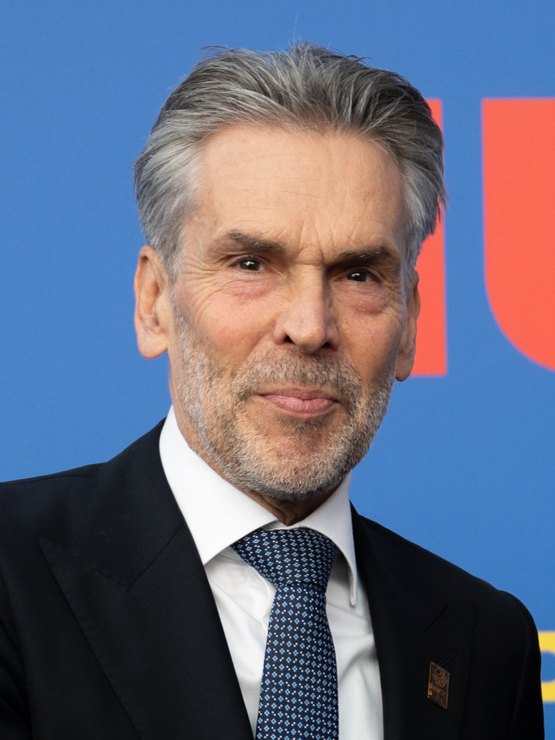
Países Baixos Primeiro-ministro Dick Schoof (anfitrião)
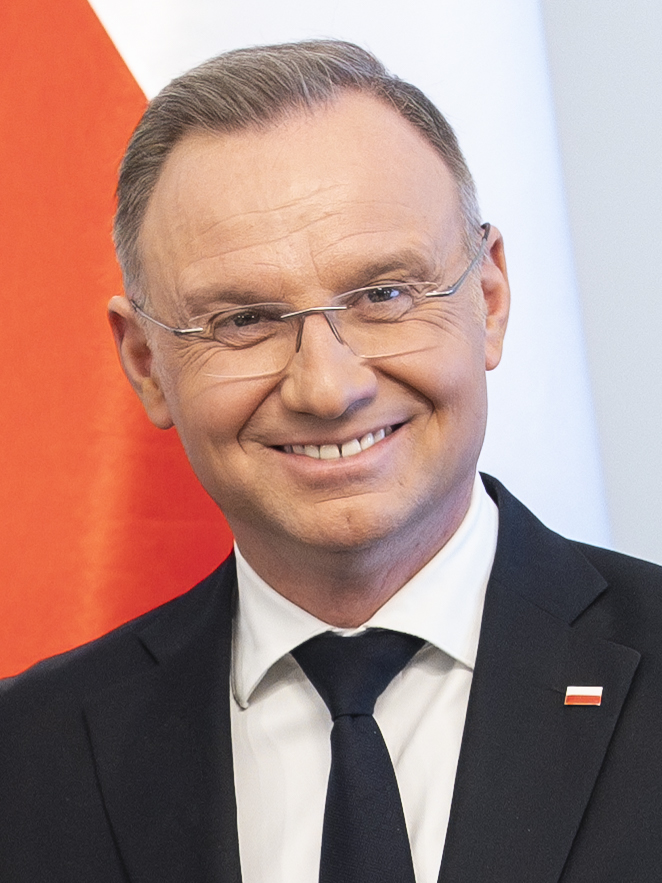
Polónia Presidente Andrzej Duda
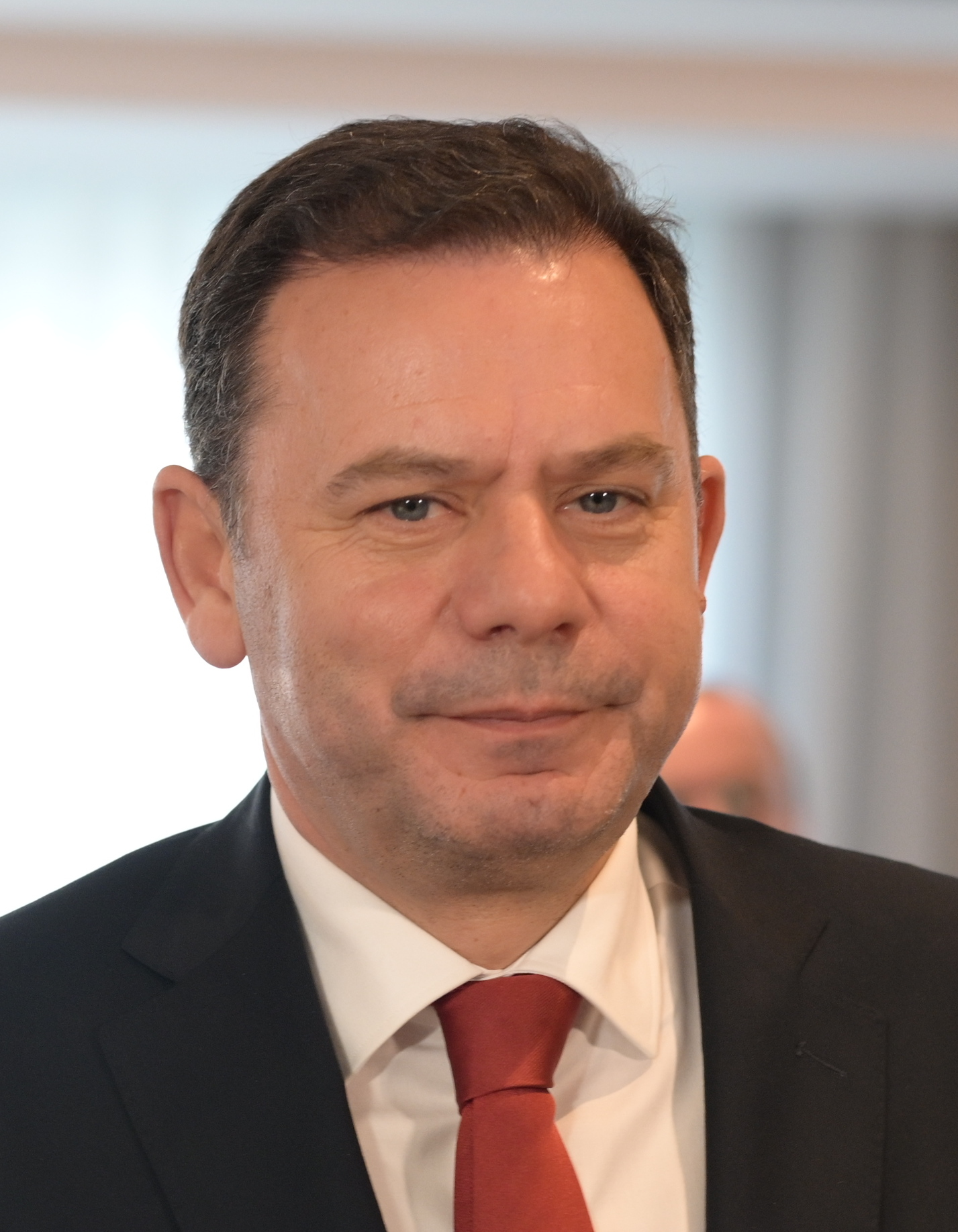
Portugal Primeiro-ministro Luís Montenegro
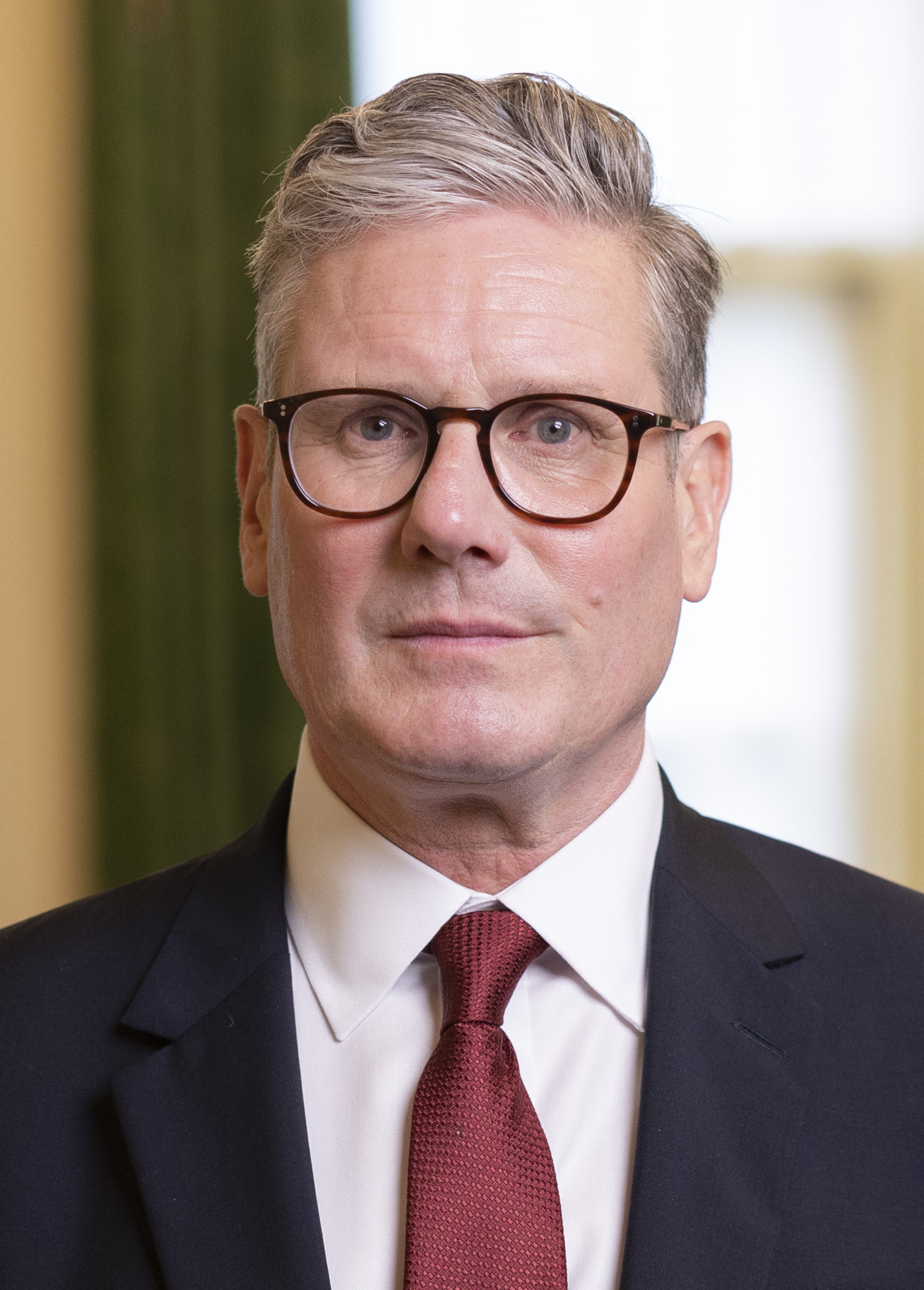
Reino Unido Primeiro-ministro Keir Starmer
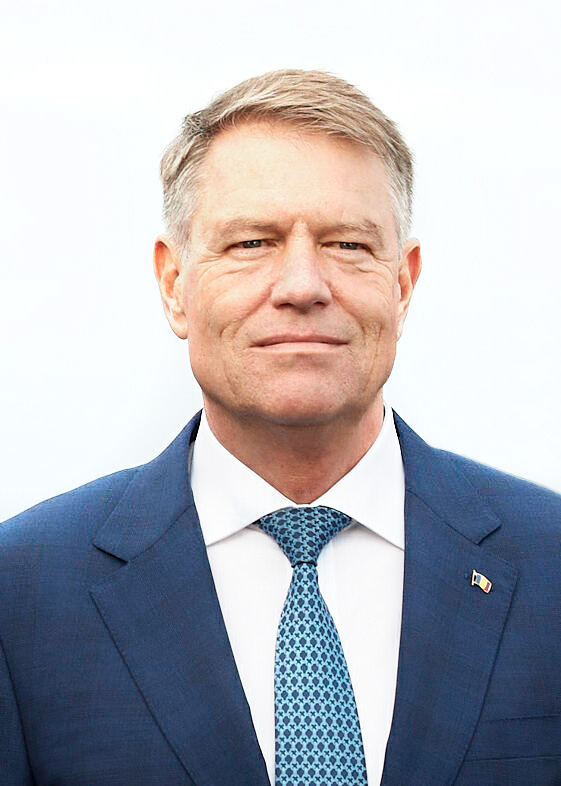
Roménia Presidente Klaus Iohannis
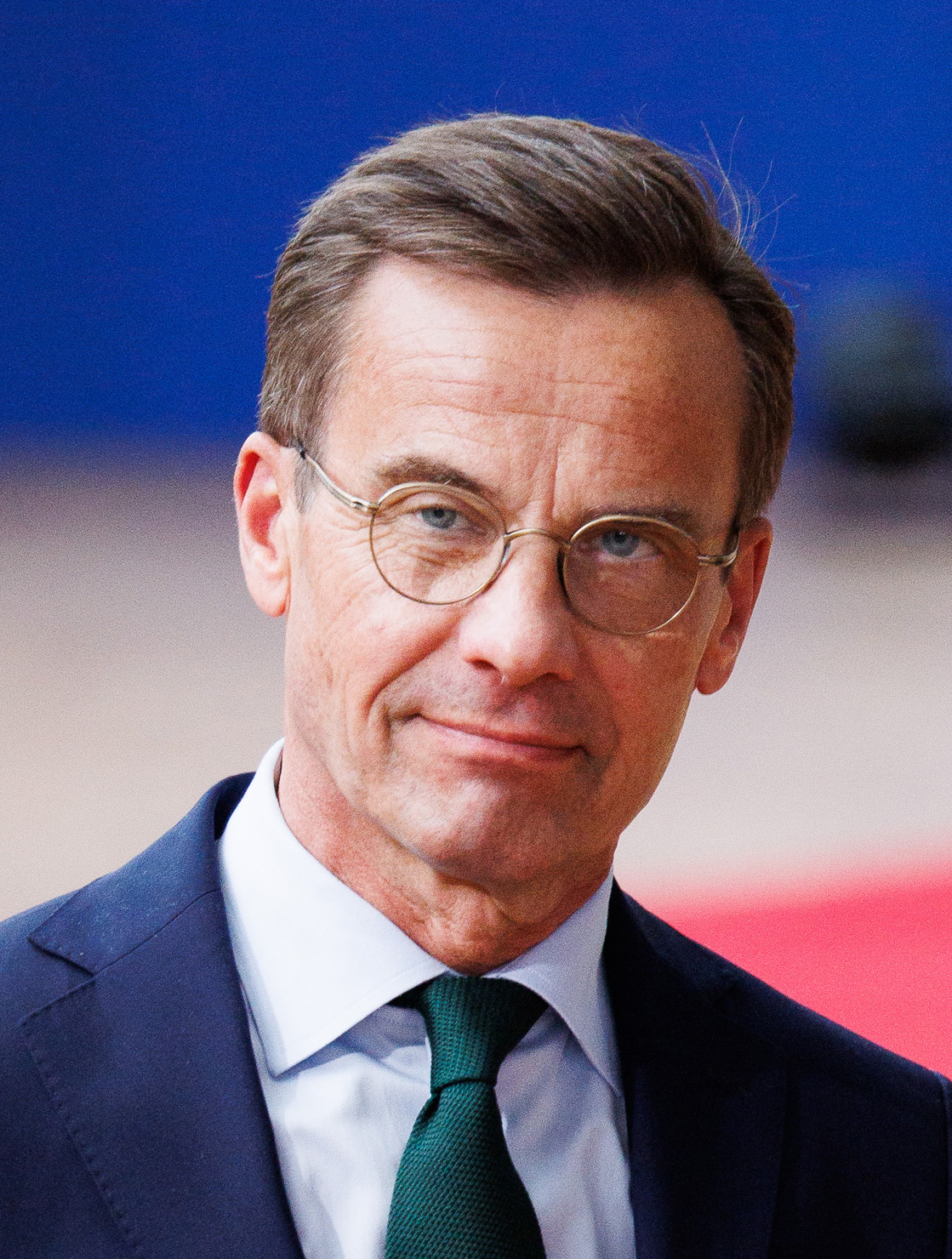
Suécia Primeiro-ministro Ulf Kristersson
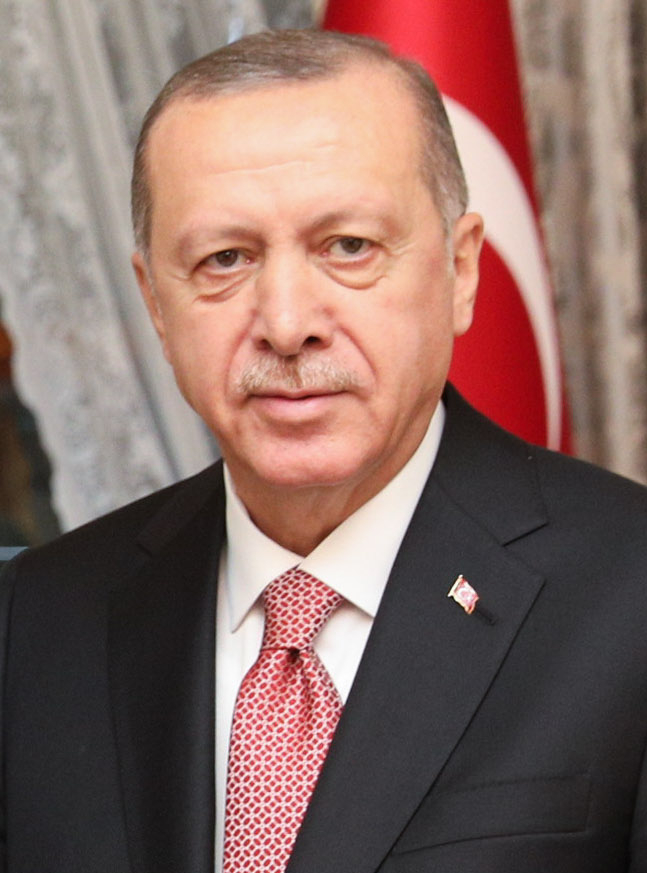
Turquia Presidente Recep Tayyip Erdoğan

### Convidados

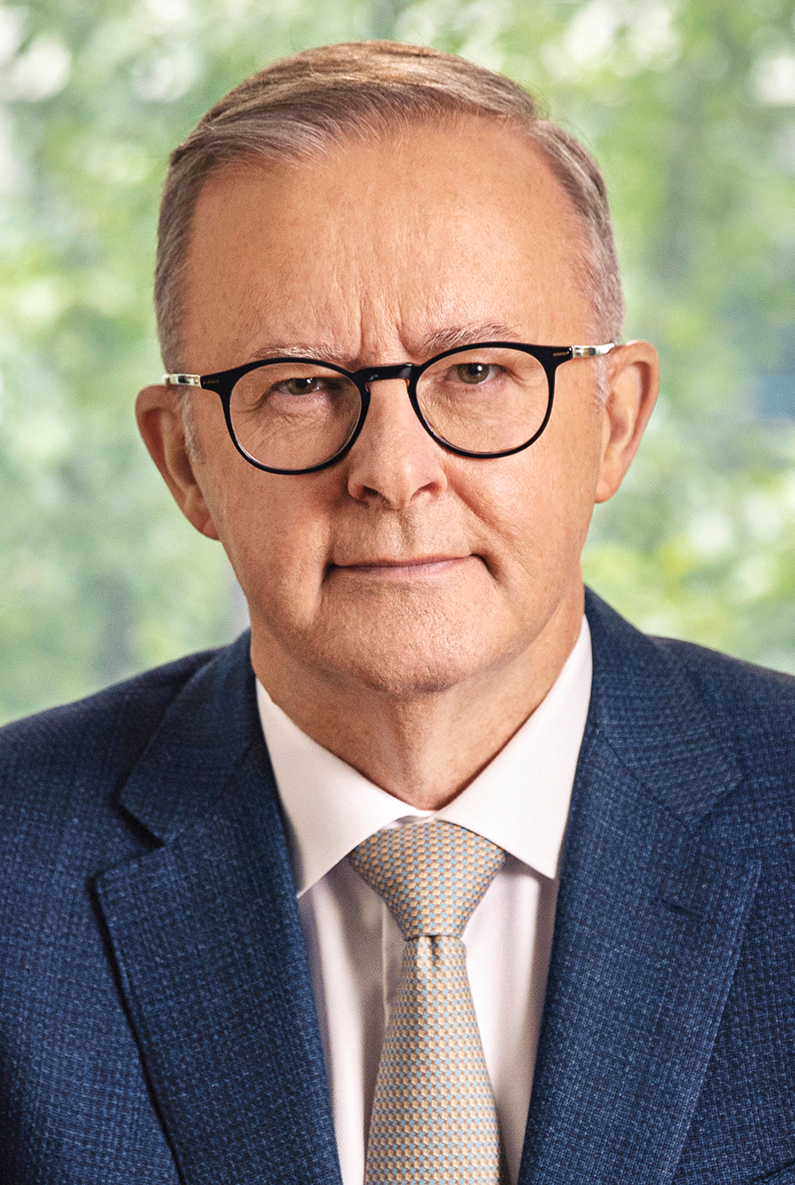
AUS Primeiro-ministro Anthony Albanese
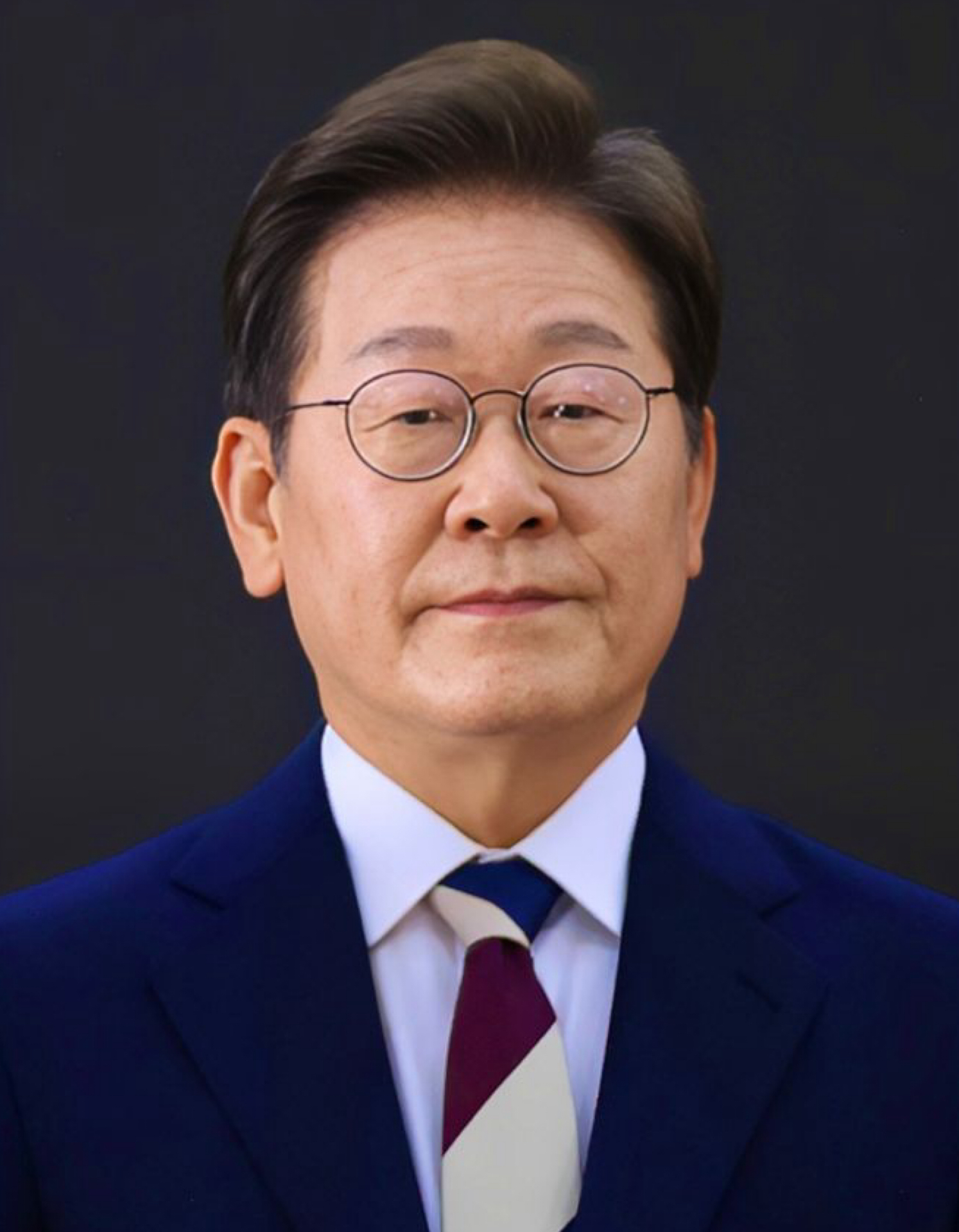
KOR Presidente Lee Jae-myung
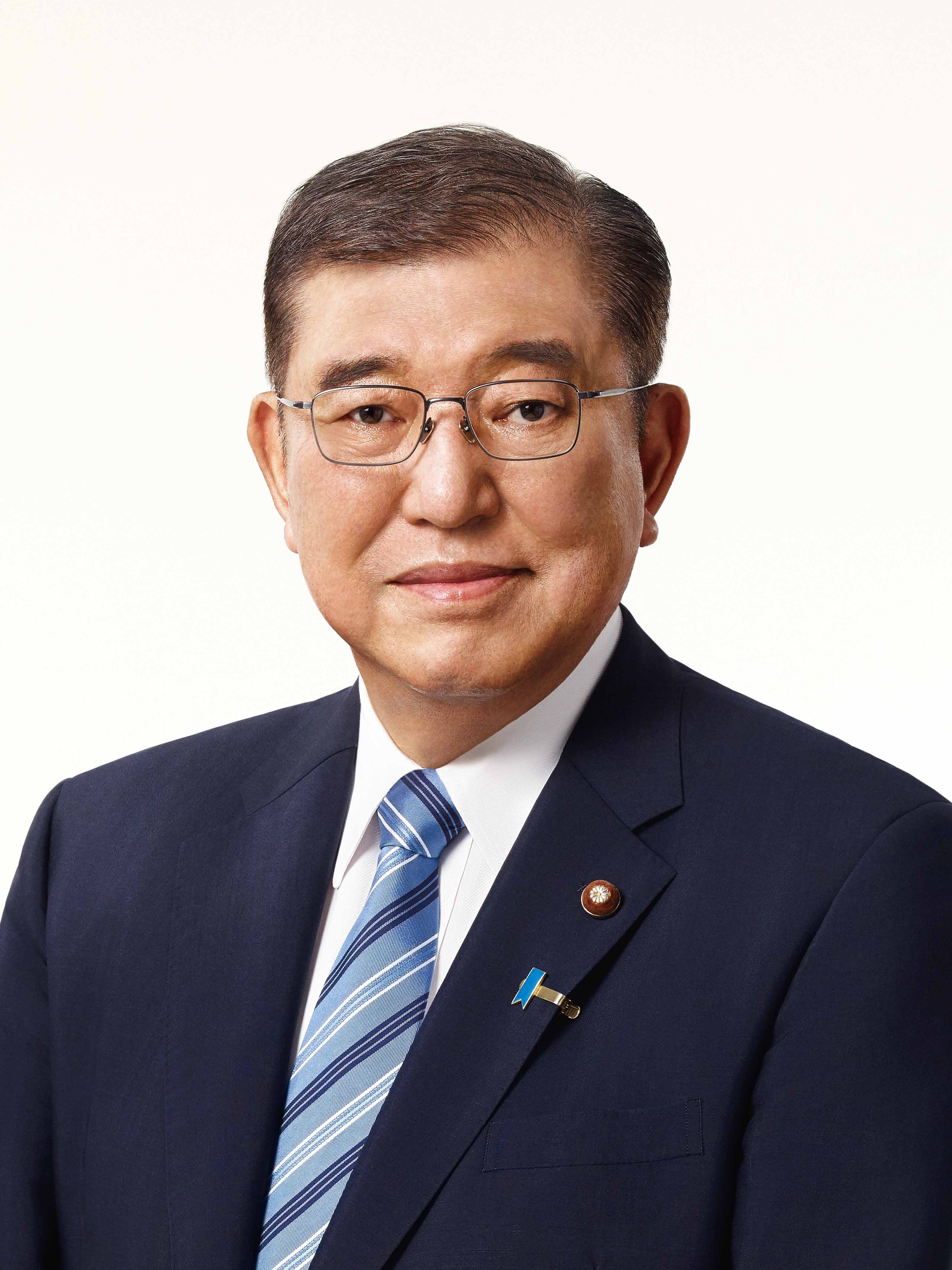
JPN primeiro-ministro Shigeru Ishiba
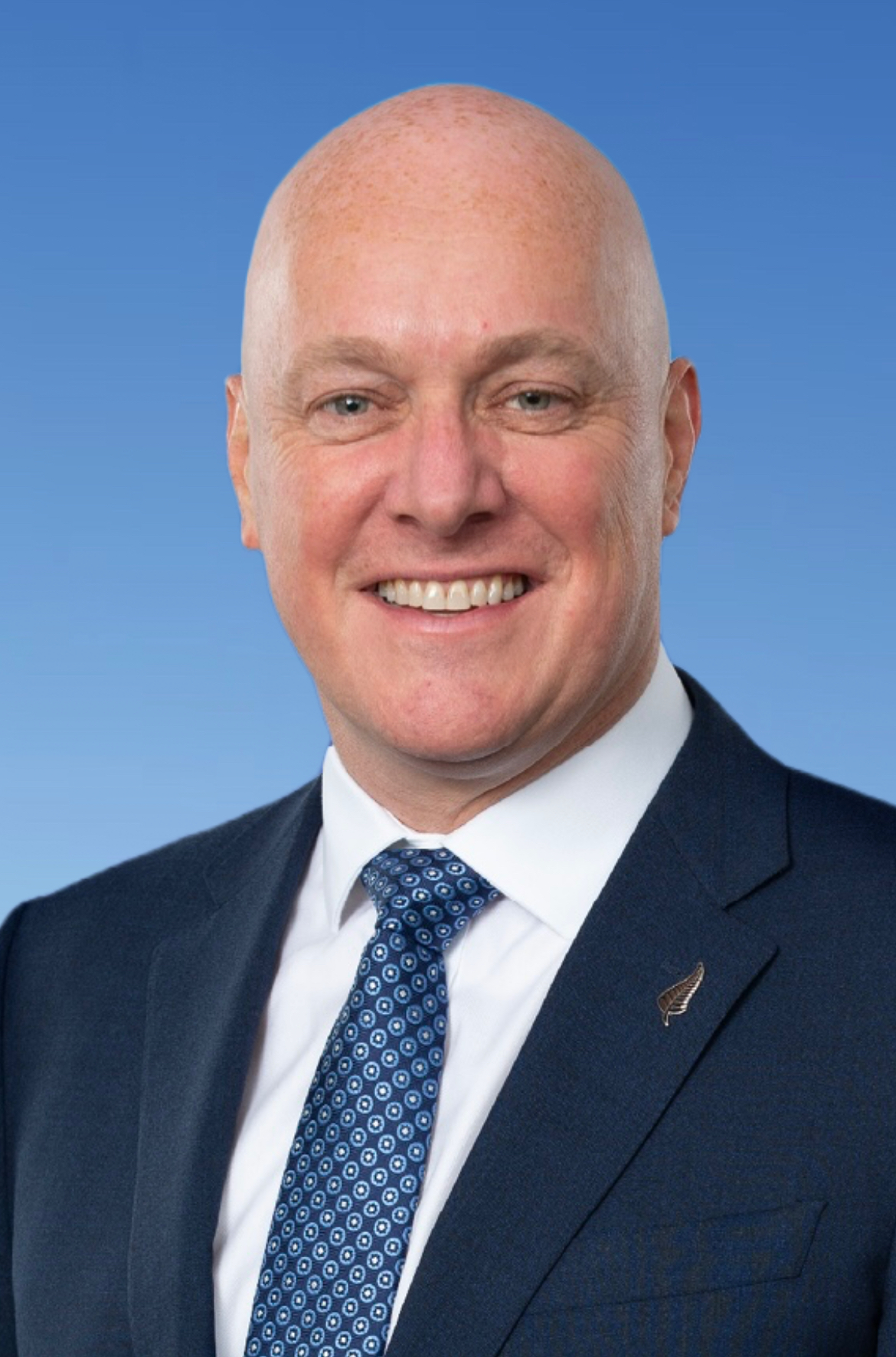
NZL primeiro-ministro Christopher Luxon
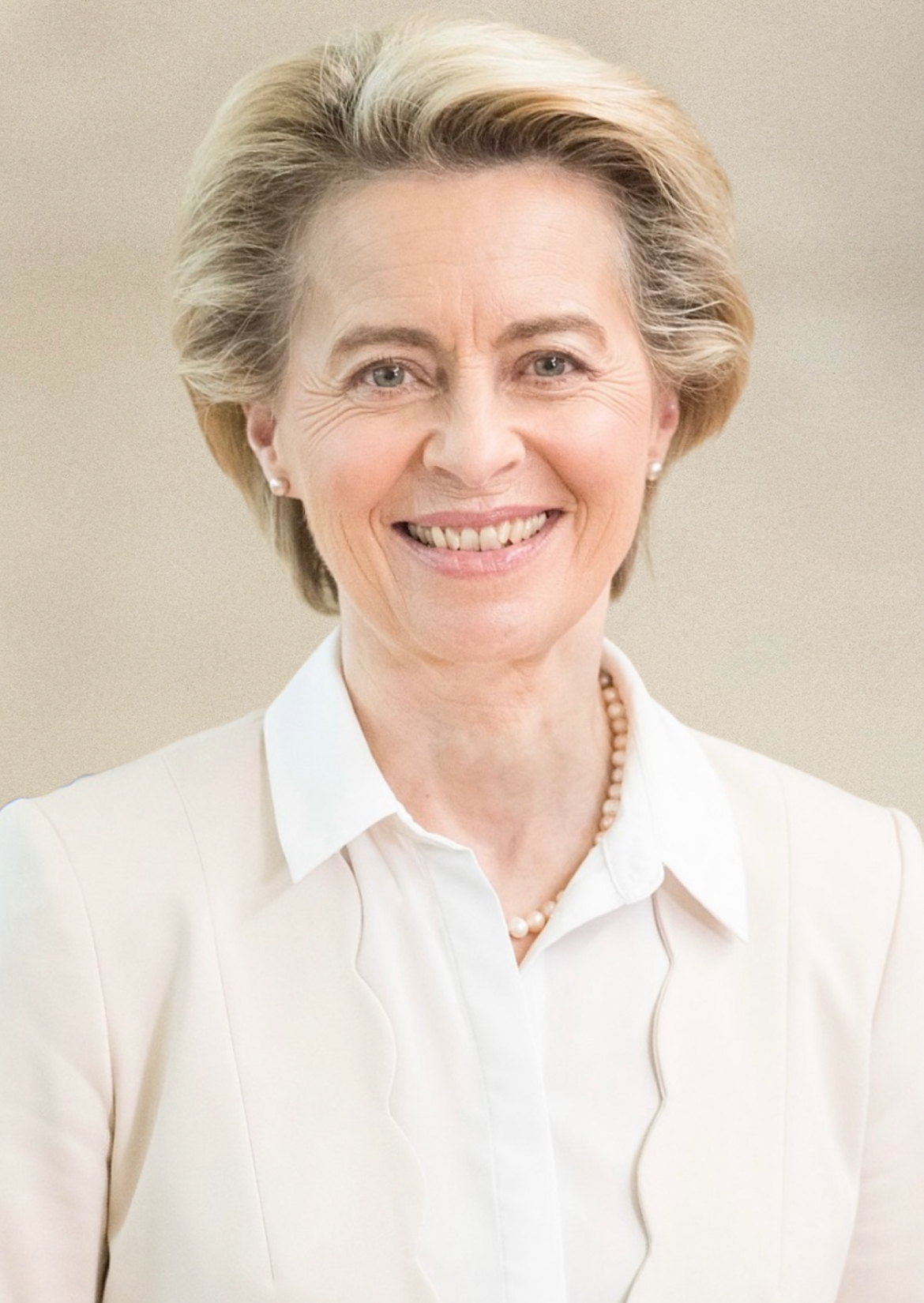
' Presidente da Comissão Ursula von der Leyen
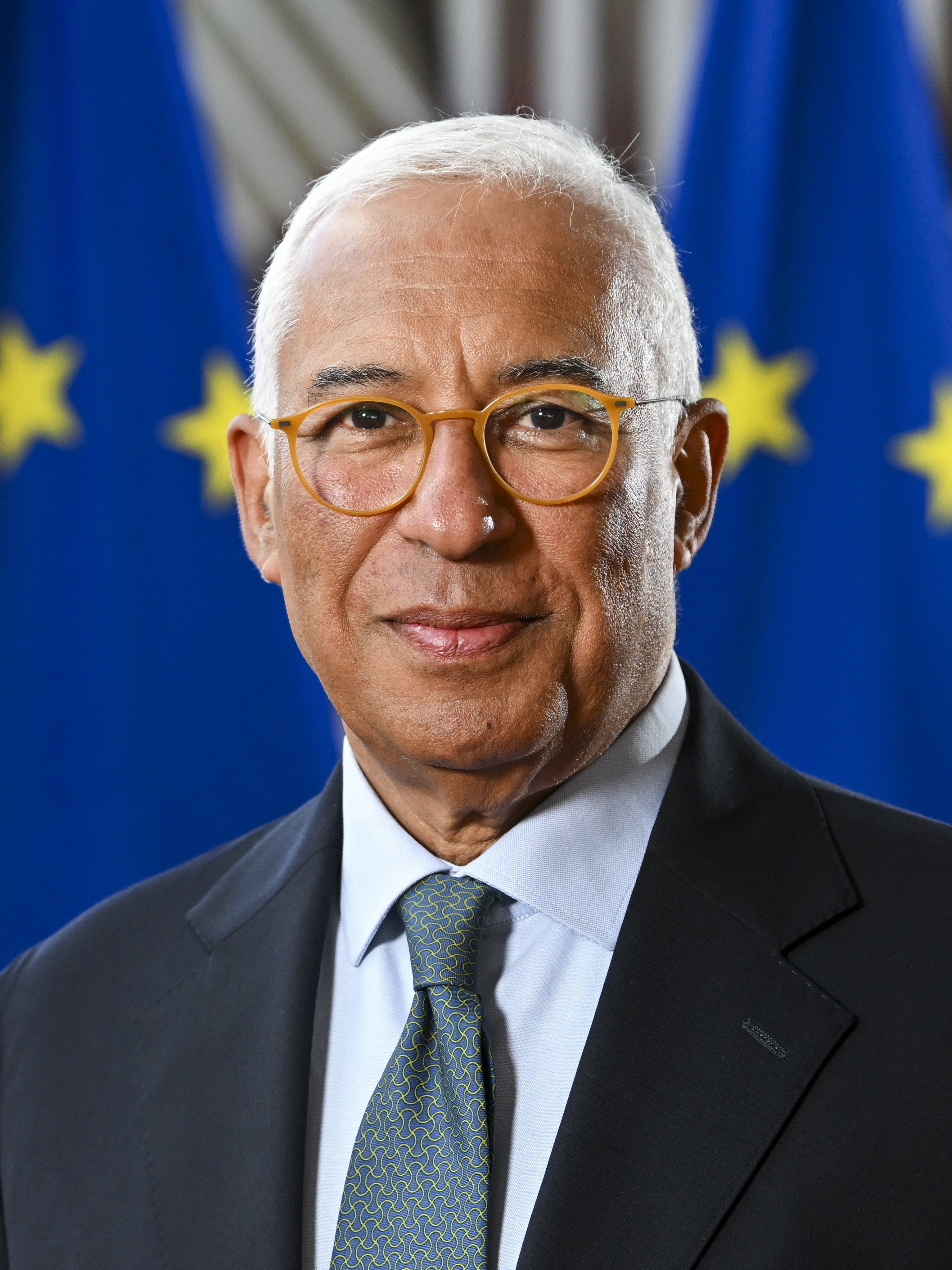
' Presidente do Conselho António Costa
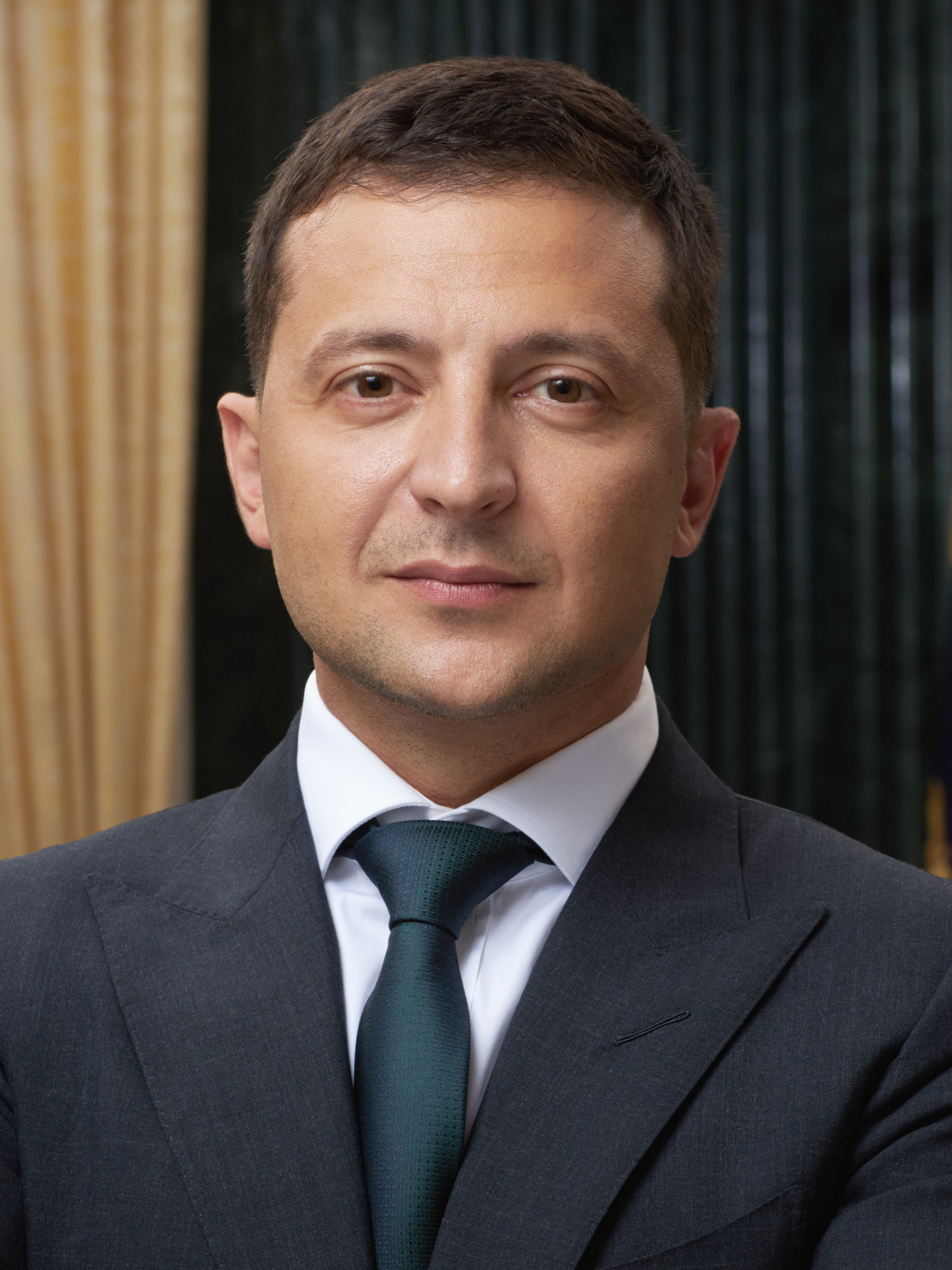
UKR Presidente Volodymyr Zelensky

- Austrália
Primeiro-ministro
Anthony Albanese
- Coreia do Sul
Presidente
Lee Jae-myung
- Japão
primeiro-ministro
Shigeru Ishiba
- Nova Zelândia
primeiro-ministro
Christopher Luxon
- União Europeia
Presidente da Comissão
Ursula von der Leyen
- União Europeia
Presidente do Conselho
António Costa
- Ucrânia
Presidente
Volodymyr Zelensky